# Spanische Grammatik
Die spanische Grammatik, gramática del español, ist dadurch gekennzeichnet, dass Spanisch, idioma español o castellano, eine relativ flektierende Sprache ist mit zwei grammatischen Geschlechtern und über 50 konjugierten Formen pro Verb, aber einer eingeschränkten Flexion von Substantiven, Adjektiven und Determinativen.

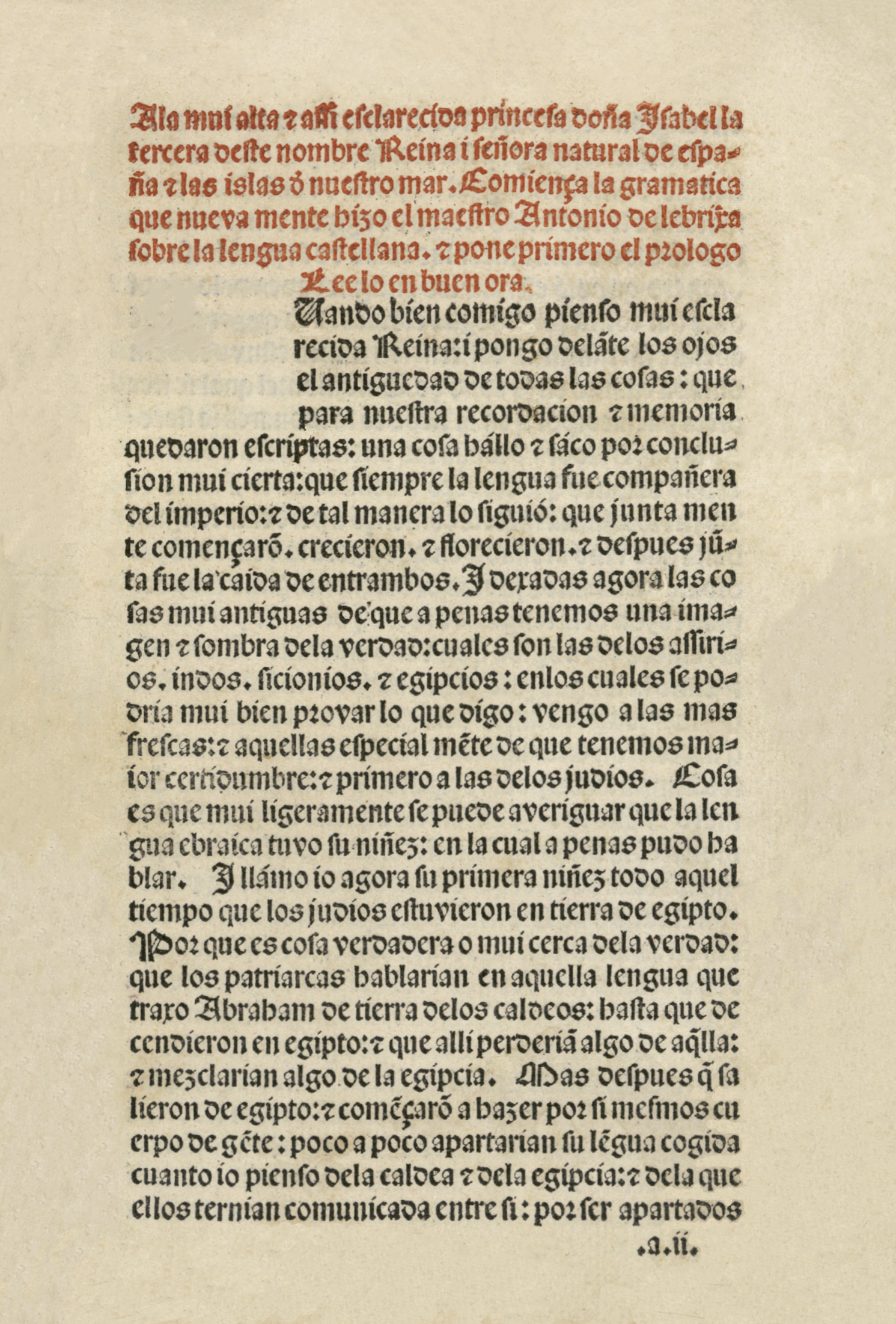
Widmung und Prolog der ersten spanischen Grammatik, Gramática de la lengua castellana von Antonio de Nebrija (1492)

Syntaktisch gehört Spanisch zu einem Sprachtyp, in dem das Objekt dem Verb folgt (VO-Sprache). Die Wortstellung ist normalerweise Subjekt-Verb-Objekt, auch wenn Variationen, z. B. eine Stellung des Subjekts am Satzende, häufig sind. Adjektive erscheinen meist nach dem Substantiv, es gibt Präpositionen statt Postpositionen, und Nebensätze werden von Konjunktionen eingeleitet. Spanisch ist ferner eine Pro-Drop-Sprache, d. h. Pronomen als Subjekt des Satzes können weggelassen werden, wenn sie nicht kontrastierend gemeint sind, da die Verbform bereits dieselben Merkmale wie ein Personalpronomen enthält. Einzelne Varietäten des Spanischen unterscheiden sich darin, wie stark dieser Wesenszug ausgeprägt ist.
Die Wortarten des Spanischen lassen sich wie überall in lexikalische und grammatische Wörter einteilen, also in etwa Inhaltswörter und Funktionswörter. In beiden Klassen finden sich flektierbare und unveränderliche Wörter:
- Inhaltswörter, flektierbar: Substantiv (sustantivo), Verb (verbo), Adjektiv (adjetivo)
- Inhaltswörter, nicht flektierbar: Adverb (adverbio), Zahlwort (nombre numeral)[A 1]
- Funktionswörter, flektierbar: Artikel (artículo), Pronomen (pronombre)
- Funktionswörter, nicht flektierbar: Präposition (preposición), Konjunktion (conjunción), sowie Partikeln, partículas gramatical.[A 2]

An Artikeln besitzt das Spanische definite und indefinite, die Pronomina teilen sich in zahlreiche Unterklassen auf. Für die Begleiter des spanischen Substantivs gilt eine Anpassung an Genus und Numerus. Es gibt keine Kasusendungen, sondern nur Numerusflexion am Substantiv; grammatische Funktionen der Substantive im Satz werden eher durch Wortstellung sowie durch Präpositionen angezeigt. Viele Pronomina hingegen zeigen unterschiedliche Formen für Subjekt bzw. Objekt.
Für die Wortbildung, formación de palabras benutzt das Spanische beide der üblichen Haupttypen: Wortableitung (Derivation, derivación) und Wortzusammensetzung (Komposition, composición). (Für weitere Einzelheiten zur Wortbildung, die im vorliegenden Artikel nicht behandelt wird, siehe den Hauptartikel Wortbildung und Wortarten im Spanischen.)
Die Wortbetonung in der spanischen Sprache, acentuación del idioma español der Wortakzent, erfolgt regelhaft auf der letzten oder – falls das Wort auf einen Vokal, „n“ oder „s“ endet – vorletzten Silbe. In allen davon abweichenden Fällen wird die Betonung in der Schrift durch einen Akzentstrich (Akut) angezeigt, der über dem Vokal der betonten Silbe steht.

## Allgemeines
Die spanische oder kastilische Sprache (Eigenbezeichnung español [espaˈɲol] bzw. castellano [kasteˈʎano]) gehört zum romanischen Zweig der indoeuropäischen Sprachen. Außerhalb Spaniens ist sie die häufigste Muttersprache auf dem amerikanischen Doppelkontinent. Sie ist Amtssprache zahlreicher internationaler Organisationen.
Man kann das Spanische einteilen in die Zeit des Altspanischen (ca. 1200 bis ca. 1450), des Mittelspanischen (ca. 1450 bis 1650) und des Neuspanischen (seit ca. 1650). Hier wird die Grammatik des Neuspanischen behandelt mit Schwerpunkt auf der Gegenwartssprache.
Im Jahre 1492 erschien die Gramática de la lengua castellana („Grammatik der kastilischen Sprache“) von Antonio de Nebrija. Sie war die erste gedruckte Grammatik einer romanischen und nichtklassischen Sprache.
Die Real Academia Española (RAE) ist seit dem Jahr 1713 die maßgebliche Institution für die Pflege der spanischen Sprache. Regelmäßig erscheinen unter dem Dach ihres Hauses Wörterbücher, Grammatiken und orthographische Wörterbücher. Ihre Vorgaben sind im Schulunterricht und Behördengebrauch Spaniens und der Spanisch sprechenden Länder Amerikas verbindlich. Im Jahre 1771 wurde die erste Grammatik der Akademie veröffentlicht.

## Lautlehre und Schreibung
Geschrieben wird Spanisch mit lateinischen Buchstaben. Im modernen Spanisch werden zusätzlich der Akut-Akzent für Vokale sowie die beiden Zeichen ñ (mit Tilde) und ü (mit Trema; kein Umlaut) verwendet. (In älteren Wörterbüchern finden sich auch das ch und der Digraph ll noch als eigenständige Buchstaben.)
Der vorliegende Artikel stellt im Folgenden schwerpunktmäßig Wortarten, Wortformen und ihre Verwendung im Satz dar. Zur spanischen Phonologie und Schreibung wird stattdessen auf die nachfolgend genannten Spezialartikel verwiesen:

## Satzbau im Spanischen
Ein spanischer Satz, oración, besteht normalerweise aus mindestens zwei Elementen, Subjekt, sujeto, und Prädikat, predicado, wobei ein Personalpronomen als Subjekt aber weggelassen werden kann. Der Kern des Prädikats ist ein finites Verb. Um dieses Verb können sich weitere Satzglieder schichten, neben Subjekt und Objekten auch noch die Prädikativa und adverbialen Bestimmungen, complementos circunstanciales.
Spanisch ist im Grundsatz eine SVO-Sprache: Der reguläre Satzbau lautet also: Subjekt – Verb (gilt für alle Verbformen) – direktes Objekt (Akkusativ) – indirektes Objekt (Dativ).
Adverbiale Bestimmungen können am Satzanfang oder nach dem Verb oder auch am Satzende stehen. Die Satzadverbien, die sich auf den ganzen Satz beziehen und z. B. Sprechereinstellungen ausdrücken, können ebenfalls am Satzanfang, nach dem Verb oder am Satzende stehen, müssen dann aber durch ein Komma abgetrennt werden.
Die Stellung der unbetonten (klitischen) Pronomina, d. h. der Personalpronomina (me, te, nos, os, le, les, lo, la, los, las) und des Reflexivpronomens se, unterscheidet sich von der Stellung der vollen Satzglieder: Ein klitisches Pronomen steht vor dem konjugierten Verb oder aber – beim Infinitiv, Gerundium und bejahten Imperativ – hinten ans Verb angehängt.
Die Verneinung steht immer vor dem Verb und ggf. vor den klitischen Personalpronomen.
Die SVO-Grundwortstellung kann im Spanischen häufig variiert werden; vor allem durch die Inversion: Das Subjekt kann, statt vor dem finiten Verb, am Satzende erscheinen. Dies geschieht insbesondere in Fragesätzen und bei der Voranstellung von Adverbialen, Objekt-Nominalphrasen und Nebensätzen. Bei Voranstellung des Objekts ist, von Ausnahmen abgesehen, die Wiederholung beim Verb durch ein klitisches Personalpronomen zu beachten.
Die Markierung von Satzteilen als Subjekt oder Objekt erfolgt im Spanischen nicht durch Wortformen, sondern durch Wortstellung und durch den Objektmarker a. Daher wird das Thema „Kasus“ im Folgenden nicht im Abschnitt zum Substantiv eingeordnet, sondern im Abschnitt „Präposition“ (dieses a wird also hier als Präposition eingestuft); siehe im Übrigen die Hauptartikel.

## Substantiv

### Grammatische Merkmale und Formen des Substantivs

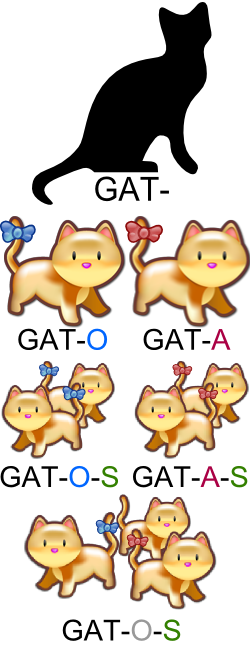
Beispiel zum Aufbau eines Substantivs. Aus einem lexikalischen Morphem „gat-“ für dt. „Katz-“ und grammatischen Morphemen entstehen neue Wörter bzw. Wortformen; vgl. dt. „der Kater, die Katze, die Kater, die Katzen“ und „Katzen“.

Das spanische Substantiv, sustantivo, wird nach Numerus, número gramatical, dekliniert (flektiert) aber nicht nach Kasus, caso morfológico. Spanische Substantive tragen grammatisches Geschlecht (Genus), género gramatical; sie sind entweder männlich oder weiblich. Das Genus wird im Spanischen über entsprechende Endungen markiert: einige Endungen als Beispiele:
- Substantive die auf: -a, -ad, -ción, -sión und -z enden, sind zumeist feminin, género gramatical femenino.
- Substantive, die auf: -o, -l, -r, -n und -e enden, sind zumeist maskulin, género gramatical masculino.

Substantive auf -o sind oft, aber nicht immer männlich, auf -a oft, aber nicht immer weiblich. Einige Wörter auf -ma griechischen Ursprungs sind männlich, z. B: un problema ein Problem, el idioma die Sprache. Hingegen ist „mano“ weiblich: la mano derecha die rechte Hand.
Das lateinische Neutrum war durch Entwicklungen der Laute im Sprech- oder Vulgärlatein meist nur noch im Nominativ und Akkusativ Plural vom Maskulinum zu unterscheiden (vgl. n. nova, m. novi die Neuen) und so verschwand es bzw. ging ins Maskulinum über. Dennoch finden sich auch im Spanischen noch Reste eines Neutrums. Abstrakte Substantivierungen von Adjektiven flektieren zwar wie Maskulina, verlangen jedoch an Stelle des maskulinen Artikels el den neutralen Artikel lo: lo bueno das Gute.
Der Plural wird bei Substantiven, die auf einen Vokal enden, durch Anhängen von s gebildet: casa Haus, casas Häuser; coche Auto, coches Autos; libro Buch, libros Bücher. Bei Substantiven, die auf einen Konsonanten enden, durch Anhängen von -es: mujer Frau, mujeres Frauen; árbol Baum, árboles Bäume; ciudad Stadt, ciudades Städte. Ausgehendes -y gilt für die Pluralbildung als Konsonant: rey König, reyes Könige.
- Bei Substantiven auf -z endet die Pluralform auf -ces: luz Licht, luces Lichter.
- Bei Substantiven auf -n ist häufig Akzentsetzung, acento agudo oder (viel häufiger) Akzentwegfall notwendig: orden Befehl, órdenes Befehle; canción Lied, canciones Lieder.

### Diminutiv- und Augmentativformen
Es gibt im Spanischen verhältnismäßig viele Diminutiv- und Augmentativsuffixe, diminutivo y aumentativo um eine Verniedlichung bzw. Vergrößerung auszudrücken.
- Zu den Diminutivsuffixen zählen zum Beispiel: -(c)ico/-(c)ica, -(c)illo/-(c)illa, -(c)ín/-(c)ina, -(c)ito/-(c)ita. – Beispiel: pobrecito armes Kerlchen.
- Zu den Augmentativsuffixen zählen: -azo/-aza, -ón/-ona, -ote/-ota. Beispiel: jamonazo Riesen-Schinken

Die Diminutiv- aber auch Augmentativsuffixe weisen hinsichtlich ihrer Vokalbetonungen zwei Besonderheiten auf. So sind die Verkleinerungssuffixe, hier in ihren maskulinen Formen: -ito, -cito, -ico, -cico, -illo, -cillo sie alle werden auf dem vorderen Vokal betont, wohingegen die Vergrößerungssuffixe: -ón, -azo, -ote einen hinteren bzw. offenen betonten Vokal haben.

## Adjektiv
Syntaktisch können Adjektive, adjetivos an verschiedenen Positionen eines Satzes eingesetzt werden:
- prädikativ, adjetivos predicativos
- adverbial, adjetivos adverbiales
- attributiv, adjetivos atributivos

Diese Konstruktionstypen werden weiter unten näher erläutert.
Adjektive sind im Spanischen flektierbar, das heißt, sie reagieren auf das Geschlecht (Genus: maskulin / feminin) und die Zahl (Numerus: Singular / Plural) der Substantive, auf die sie sich beziehen. Anders als im Deutschen werden auch prädikative Adjektive an Genus und Numerus ihres Bezugsworts angepasst. – Beispiele:
- una bici cara ein teures Fahrrad
- unas bicis caras teure Fahrräder;
- las bicis eran caras die Fahrräder waren teuer;
- „Nosotras estábamos muy nerviosas“, dijeron las señoras „Wir waren sehr nervös“, sagten die Damen.

### Formen der Adjektive
Morphologisch ist ein Adjektiv wie folgt aufgebaut:
- Wortstamm plus Gradierungsmorphem plus Genusmorphem plus Numerusmorphem

#### Flexionsformen
Die spanischen Adjektive sind entweder zweiendig oder einendig:
- Bei den zweiendigen endet die weibliche Form auf -a, die männliche oft auf -o. – Beispiel: rojo/ roja rot.
- Zweiendig sind einige Nationalitätsadjektive ohne -o in der männlichen Form – Beispiele: español/ española spanisch, alemán/ alemana deutsch, francés/ francesa französisch.
- Die meisten einendigen Adjektive enden auf -e oder Konsonant. – Beispiele: verde grün, azul blau, feliz glücklich, joven jung.

Der Plural wird entsprechend den Regeln für Substantive gebildet: rojos/ rojas, españoles/ españolas, alemanes/ alemanas, franceses/ francesas, verdes, azules, felices, jóvenes.
Wird ein Adjektiv dem Substantiv vorangestellt (siehe unten), so wird die Endung häufig gekürzt (Apokope, apócope): Statt bueno und malo beispielsweise: buen hombre guter Mann, mal día schlechter Tag; statt der Ordinalzahlen primero und tercero: primer tiempo erste Halbzeit, tercer gol drittes Tor. Ebenso für die Indefinitpronomen alguno, inguno, cualquiera, zum Beispiel cualquier hombre jeder Mann, cualquier mujer jede Frau.
— Stärker gekürzt wird grande (groß) bei Voranstellung im Singular: un gran hombre ein großer Mann, una gran mujer eine große Frau,
Für die Übereinstimmung des Adjektives mit dem Substantiv sind für Sonderfälle zusätzliche Regeln festzuhalten:
- Zwei oder mehrere Substantive mit gleichem Genus: Das Adjektiv flektiert in demselben Genus aber im Plural. – Beispiel:
  - libros de lectura y con fotos nuevos
- Mehrere Substantive mit unterschiedlichem Genus: Das Adjektiv flektiert nach maskulinem Genus;:
  - chicos y chicas simpáticos,
- Vorangestellte Adjektive mit mehreren folgenden Substantiven werden nach Genus und Numerus gemäß dem ersten Substantiv flektiert. – Beispiel
  - bonitas vistas y paisajes.

#### Komparation
Komparation, comparación wird durch das Voranstellen sogenannter Steigerungspartikeln, partícula de comparación ausgedrückt, etwa fuerte, más fuerte, el más fuerte. Gleichen Grad der Eigenschaft drückt man aus mit tan … como: una bici tan cara como ésta ein so teures Rad wie dieses. Der höhere Grad wird ausgedrückt mit más … que: una bici más cara que ésta ein teureres Rad als dieses. Zum Ausdruck des höchsten Grades setzt man den bestimmten Artikel vor den Komparativ: la bici más cara [de todas] das teuerste Rad [von allen].
- Einige Adjektive verfügen über Sonderformen der Komparation, die teilweise mit der Steigerungspartikel más + Adjektiv koexistieren: bueno/mejor, malo/peor, pequeño/menor, grande/mayor. Beispiele: un mal menor, ein kleineres Übel, un país mayor que España, ein größeres Land als Spanien; la mejor bici, das beste Fahrrad, las peores noticias, die schlimmsten Nachrichten.
- Der durch den Superlativ ausgedrückte Elativ wird in der Regel mit der Steigerungspartikel muy + Adjektiv gebildet: estas bicis son muy caras diese Fahrräder sind sehr teuer. Das Suffix -ísimo bedeutet Ähnliches: unas bicis carísimas sündhaft teure Fahrräder. Noch vorhandene selbstständige Formen des Elativs sind u. a.: pésimo (von malo) etwa allerschlechtest, paupérrimo (von pobre) etwa bettelarm, óptimo (von bueno) etwa optimal.

#### Wortbildungstypen
Einige Adjektive sind von der Wortbildung her ein Partizip, participio. Für Details zu spanischen Partizipien siehe den Artikel Infinite Verbformen in der spanischen Sprache.

### Positionen attributiver Adjektive
Man kann zwischen folgenden Stellungstypen von attributiven Adjektiven unterscheiden:
- Adjektive, die nur nachgestellt werden, adjetivo postpositivo o postnominal
- Adjektive die vor oder nach das Substantiv gestellt werden können, ohne einen Bedeutungswechsel zu zeigen;
- Adjektive, die vor- oder nachgestellt werden können und dabei verschiedene Bedeutungen zeigen.

Für die Stellung des Adjektivs (Voranstellung, posición antepuesta oder Nachstellung, posición postpuesta) gibt es keine allgemeingültigen Regeln.
Dennoch gibt es Tendenzen im Verhältnis zwischen Stellung und Bedeutung. Für die Positionen des attributiven Adjektivs finden sich in der Literatur einige Gegensatzpaare:
| attributive Adjektive             | Voranstellung zum Substantiv | Nachstellung zum Substantiv |
| --------------------------------- | ---------------------------- | --------------------------- |
| Ebene der inhaltlichen Funktion   | erläuternd (explikativ)      | bestimmend (spezifizierend) |
| Ebene der Perspektive             | subjektiv                    | objektiv                    |
| Ebene der emotionalen Beurteilung | affektiv, bewertend          | neutral, darstellend        |

Beispiele für einen Bedeutungsunterschied „subjektiv / objektiv“:
- Voranstellung, adjetivos explicativos: una extraña mujer „eine seltsame Frau“
- Nachstellung, adjetivos especificativos: una mujer extraña „eine fremde Frau“

Beispiele für die Unterscheidung „erläuternd / bestimmend“
- el perro blanco „der weiße Hund“ – Nachstellung: Der Bezug des Wortes perro wird eingeschränkt auf Hunde, die weiß sind.
- la blanca nieve „der weiße Schnee“ – Voranstellung: Der Bezug des Wortes nieve wird nicht eingeschränkt, da vom Schnee ohnedies angenommen wird, dass er weiß ist.

Voranstellung des Adjektivs kann also generell dadurch motiviert sein, dass es als ein subjektives und „schmückendes Beiwort“ (Epitheton) gebraucht wird (also für die Angabe von Eigenschaften, die im gegebenen Fall keine unterscheidende Kraft haben sollen).
In einigen anderen Fällen scheint die Position des Adjektivs rein konventionell festgelegt zu sein. – Beispiele:
- los altos precios „die hohen Preise“, una pequeña duda „ein kleiner Zweifel“

Weitere adjektivähnliche Begleiter wie quantifizierende Pronomen und Ordinalzahlen stehen in der Regel vor dem Substantiv: mucha gente „viele Leute“, segundo tiempo „zweite Halbzeit“.

### Prädikative und adverbielle Adjektive
Prädikativ benutzte Adjektive sind solche, die nach Kopulaverben bzw. semikopulativen Verben stehen wie estar, ser bzw. queder, resultar, creer, considerar, llevar oder parecer, oder Adjektive, die frei im Satz stehen und eine zusätzliche Eigenschaft des Subjekts oder Objekts angeben. Diese als Satzglied dienenden Adjektive stehen immer nach dem Verb. – Beispiele:
- El coche es nuevo y bonito. Das Auto ist neu und schön. Prädikativer Gebrauch.[20]
- Juana lo miró absorta. Juana sah ihn verblüfft an. Freies Prädikativum mit Subjektbezug, complemento predicativo subjetivo

In der spanischen Grammatik werden manche Konstruktionen, die sich äußerlich nicht von freien Prädikativa unterscheiden, aufgrund ihrer Bedeutung als adverbielle Adjektive bezeichnet. – Beispiele:
- Juana posa tranquila. Juana posierte ruhig. Adverbialer Gebrauch, subjektbezogen.
- Juan la parla aflojada. Juan sprach entspannt mit ihr. Adverbialer Gebrauch, objektbezogen.

Anders gesagt: Obwohl das Spanische (im Unterschied zum Deutschen) eine Unterscheidung zwischen Adjektiven und Adverbien markiert, werden häufiger flektierte adjektivische Formen statt adverbieller Formen verwendet als in der Grammatik mancher anderer Sprachen; englische Übersetzungen solcher Beispiele würden z. B. eher ein Adverb mit der Endung -ly zeigen: John was posing quietly.
Diese flektierten, sogenannten adverbiellen Adjektive sind zu unterscheiden von gewissen Typen von Adverbien, die ebenfalls wie Adjektive aussehen, deren scheinbar adjektivische Endung -o jedoch unveränderlich ist, z. B.: jugar limpio fair spielen (Adjektiv: limpio sauber, ehrlich).
(Weiteres siehe unten im Abschnitt Adverb).

## Adverb
Adverbien, adverbios sind Inhaltswörter, deren Hauptfunktion die einer adverbialen Bestimmung ist, sie können also ein Verb bzw. einen Satz modifizieren; daneben aber auch ein Adjektiv oder ein anderes Adverb. Adverbien, die sich aus den Adjektiven mit einer (maskulinen) Endung auf -o ableiten, werden nicht an das Objekt angepasst. – Beispiele:
```
Tienen los pelos 
claros.
 
Sie haben helle Haare.
 (wörtlich: „(Sie) haben die Haare helle.“) Adjektiv

Hablan 
claro.
 
Sie sprechen klar.
 Adverb
```

Vergleiche:
```
Llegaron rápid
o.
 Adverb auf 
-o:
 
Sie kamen schnell an.

Llegaron rápida
mente.
 Adverb auf 
-mente:
 
Sie kamen in schnellster Weise an.
```

### Formen
Im Spanischen unterscheidet man „ursprüngliche“ Adverbien, adverbios originarios, also unabgeleitete, einfache Wörter wie bien, aquí, allí, von abgeleiteten Adverbien, adverbios derivados, wie etwa rápidamente, decentemente oder intensamente. Abgeleitete Adverbien werden in fast allen Fällen durch das Suffix  -mente gebildet, das an die weibliche Form des Adjektivs angehängt wird. Bei Adjektiven, die keine weibliche Form aufweisen, wird -mente an die bestehende (männliche) Form angefügt, excepcional wird zu excepcionalmente. Das Adverb selbst ist dann eine unveränderliche, d. h. flexionslose Form.
Sprachgeschichtlich gesehen handelt es sich bei den Adverbien, die auf  -mente enden, um zusammengesetzte Wörter, wie sie im Lateinischen als Syntagmen in der Gestalt eines femininen Adjektivs und des Ablativs „mente“ des femininen Substantivs „mens“ (lateinisch Geist) gebildet wurden, so zum Beispiel „sana mente“ (mit gesundem Geist).
Daneben findet man einige Adverbien, adverbios adjetivales, die gleich lauten wie die maskuline Form der Adjektive. Diese bleiben aber im Gegensatz zu den eigentlichen Adjektiven unveränderlich, sie stimmen also nicht mit einem Substantiv überein und weisen immer die Endung masculino singular auf, das bedeutet, sie enden auf die Vokale -o und -e. Beispiele sind duro hart, z. B. trabajar duro hart arbeiten; distinto anders, z. B. Hablan distinto Sie sprechen anders. In manchen Fällen findet man beide Varianten der adverbiellen Form: jugar limpio oder jugar limpiamente fair spielen.
Adverbien lassen sich im Spanischen steigern. Einen einfachen Superlativ gibt es nicht, hierfür steht dann ein Relativsatz. Möglich sind folgende Steigerungsstufen für Adverbien:
- positiv mit tan … como oder igual de … que genauso … wie
- komparativ mit más que mehr als oder menos que weniger als
- absoluter Superlativ mit dem Suffix -ísimo bzw. bei vorhandener Endung -mente durch das Suffix -ísimamente.

### Beispiele und Bedeutungsklassen
Nach ihrer Bedeutung lassen sich bei Adverbien unter anderem folgende Gruppen nennen:
- Adverbien des Ortes, adverbios de lugar: aquí, allá, acá, arriba, abajo, etc.
- Adverbien der Zeit, adverbios de tiempo: antes, después, luego, pronto, tarde, …
- Adverbien der Art und Weise und Verwandtes, adverbios de modo: bien, mal, regular, despacio, deprisa, así, …
- Gradadverbien, adverbios de cantidad o grado: muy, poco, mucho, bastante, más, …
- Satzadverbien:
  - Affirmationsadverbien, adverbios de afirmación: sí, también, ciertamente, …
  - Adverbien der Negation, adverbios de negación: jamás, nunca, tampoco.
  - Adverbien des Zweifels, adverbios de duda o dubitativos: quizá(s), acaso, probablemente, posiblemente, seguramente…

Eine querlaufende syntaktische Klasse bilden die Interrogativadverbien, adverbios interrogativos/exclamativos y relativos: cuándo, cómo, cuánto y dónde (verwandte Formen sind identisch, werden aber ohne Akzent geschrieben).

### Stellung im Satz
Die Stellung der Adverbien im Satz ist stark vom Fokus im Satz abhängig. Je weiter am Satzende ein Adverb platziert wird, desto stärker ist es betont. Im Allgemeinen wird das Adverb nicht zwischen das Hilfsverb und das Vollverb gesetzt. Bezieht sich ein Adverb auf ein anderes Adverb oder ein Adjektiv, wird es vor das Bezugswort gesetzt.

## Präposition
Präpositionen, preposiciónes, sind Wörter, die genau eine grammatische Ergänzung nehmen, und diese zum Rest des Satzes in eine Beziehung setzen; sie drücken dabei relativ schematische Bedeutungen aus, zum Beispiel räumliche oder zeitliche Verhältnisse. Präpositionen sind sehr oft mehrdeutig bzw. flexibel in ihren Bedeutungen und können sowohl inhaltliche als auch rein grammatische Funktionen haben. (Sie werden daher in der unten stehenden Aufstellung alphabetisch geordnet, nicht etwa nach Bedeutungstypen). Präpositionen bilden immer eine geschlossene Klasse, die aber schwer abgrenzbar sein kann, weil manchmal auch zusammengesetzte Ausdrücke als ganzes dazugezählt werden, wenn sie zu einer festen Fügung erstarrt sind (preposiciones compuestas). Für das Spanische wird ein Bestand von mindestens 18 Präpositionen angegeben; dazugezählt werden u. U. auch zusammengesetzte Ausdrücke wie etwa fuera de (außerhalb), das seinerseits als Zusammensetzung eines Adverbs („außen“) mit der Präposition de gesehen werden kann. Im Spanischen stehen alle Präpositionen vor ihrer Ergänzung (es gibt also keine Postpositionen). Zwischen den Präpositionen und Adverbien gibt es die Gemeinsamkeit als unveränderliche Wortarten und die Unterschiedlichkeit, dass die Präpositionen das Verhältnis zu einem nachfolgenden Substantiv beschreiben, während die Adverbien alleine stehen und das Prädikat näher beschreiben.
Im Vergleich mit dem Deutschen sind zwei Besonderheiten bei spanischen Präpositionen erwähnenswert:

### Kombination von Verben und Präpositionen
Im Deutschen werden Bewegungsereignisse meist ausgedrückt, indem eine Präposition als Richtungsangabe mit einem Verb kombiniert wird, das die Art und Weise der Bewegung bezeichnet (klassisches Beispiel: „Die Flaschenpost trieb in die Höhle“). Dagegen ist es für das Spanische typischer, durch das Verb die Richtung zu bezeichnen (somit gilt Spanisch als „Verb-framed Language“); nur wo es der Sprecher für nötig hält, fügt er zusätzlich Angaben über die Bewegungsweise hinzu, zum Beispiel: La botella entró a la cueva (flotando). Im Zusammenhang mit diesem Unterschied im Verb-Wortschatz ist es im Spanischen in vielen Fällen (aber nicht allen) grammatisch unmöglich, ein Verb der Art und Weise einer Bewegung mit einer Richtungsangabe zu kombinieren, wie im Deutschen. Beispiel: La botella flotó hacia la cueva. „Die Flasche trieb der Höhle entgegen“, jedoch nicht: * La botella flotó a la cueva. (intendiert: „…trieb zur / in die Höhle“).

### Präpositionen in der Funktion von Kasusmarkierungen
In der deutschen Sprache legen die Präpositionen den Kasus ihrer Ergänzungen fest, so dass man sich im Deutschen merken muss, welchen Kasus jede Präposition regiert. Im Spanischen ist dagegen eine Kasuszuweisung durch Präpositionen nicht sichtbar. Es gibt lediglich bei den betonten Personalpronomen spezielle Formen in Verbindung mit einer Präposition.
Es ist im Spanischen umgekehrt aber so, dass statt einer Kasusendung am Substantiv eine Präposition dazu dienen kann, die grammatische Funktion eines Substantivs anzuzeigen. Dies ist der Fall bei direkten Objekten des Verbs, die als menschlich oder belebt angesehen werden: Sie werden mit einer Markierung versehen, die sich aus der ursprünglich lateinischen Präposition ad ableitet. Konstruktionen mit den Präpositionen a oder para sind einem Dativ-Kasus gleichwertig, sodass belebte direkte Objekte und Dativobjekte ununterscheidbar sein können. Ferner übernimmt eine Konstruktion mit der Präposition de die Funktion eines Genitiv-Kasus. (Für Beispiele und Einzelheiten siehe den Hauptartikel)

### Liste der spanischen Präpositionen
| Präposition preposición | Beispiel | Verhältnis oder präpositionales Bedeutungsfeld im Deutschen                                               | Bemerkungen |
| ----------------------- | --- | --- | --- |
| a                       | Visitó a la tía Antonia por su cumpleaños. – Er besuchte Tante Antonia zu ihrem Geburtstag.                                                                                        | lokale Bedeutung „an, zu, nach“; temporale Bedeutung „um“                                                 | |
| ante                    | Dijo ante todos que era cierto. – Er sagte vor allen, dass er sicher war. | lokale Bedeutung „vor“; temporale Bedeutung „vor“                                                         | |
| bajo                    | Escondió la carta bajo los libros. – Sie versteckte den Brief unter den Büchern.                                                                                                   | lokale Bedeutung „unter“                                                                                  | |
| cabe                    | El banco está cabe la farmacia. – Die Bank befindet sich neben der Apotheke. | lokale Bedeutung „neben“                                                                                  | Vom Diccionario de la lengua española de la Real Academia Española als Präposition akzeptiert, obgleich als veraltet ausgewiesen. Steht in der Bedeutungsnähe zu junto a oder cerca de. |
| con                     | El café con leche ya estaba frío cuando llegaste. – Der Milchkaffee („Kaffee mit Milch“) war bereits kalt, als du ankamst.                                                         | modale Bedeutung „mit“                                                                                    | Die wichtigste Präposition zur Darstellung eines Mittels und eines Werkzeuges. |
| contra                  | Las olas chocan contra las rocas del espigón. – Die Wellen schlagen gegen die Felsen der Hafenmole.                                                                                | lokale Bedeutung „gegenüber, gegen“                                                                       | |
| de                      | Compró un kilo de limones. – Sie kaufte ein Kilo Zitronen. | lokale Bedeutung „von, aus“; temporale Bedeutung „in, bei“                                                | Laut Real Academia Española dient die Präposition auch dazu, um ein Datum festzulegen: „23 de enero del 2012“.                                                                          |
| delante de              | Cruce delante de una antigua iglesia. – Kreuzung vor einer alten Kirche. | lokale Bedeutung „vor“                                                                                    | |
| desde                   | Desde octubre no había vuelto a ver a su padre. – Seit dem Oktober war er nicht mehr zurückgekehrt, um seinen Vater zu sehen.                                                      | lokale Bedeutung „aus, von … aus, von“; temporale Bedeutung „von … an, seit“                              | |
| durante                 | Durante su visita al museo, Juan se maravilló de la belleza de las pinturas exhibidas. – Während seines Museumsbesuches staunte Juan über die Schönheit der ausgestellten Gemälde. | temporale Bedeutung „während“                                                                             | |
| en                      | Entró en la cárcel por tráfico de drogas. – Er rückte ins Gefängnis ein wegen Drogenbesitzes.                                                                                      | lokale Bedeutung „in, an, auf, bei“; temporale Bedeutung „innerhalb von“, Zeitraum; modale Bedeutung „in“ | |
| encima de               | El libro está encima de la silla. – Das Buch liegt auf dem Stuhl. | lokale Bedeutung „auf, oberhalb, über“                                                                    | |
| entre                   | Dijo que el secreto debería quedar entre nosotros. – Sie sagte, dass das Geheimnis unter uns bleiben sollte.                                                                       | lokale Bedeutung „zwischen, innerhalb/unter [einer Gruppe Menschen]“                                      | |
| fuera de                | Mi tío está fuera de la casa. – Mein Onkel ist außer Haus. | lokale Bedeutung „außerhalb“                                                                              | |
| hacia                   | Embarcó en el vuelo hacia Cochabamba. – Er ging an Bord des Fluges nach Cochabamba.                                                                                                | lokale Bedeutung „zu, auf, nach, gegen“; temporale Bedeutung „etwa um, gegen“                             | |
| hasta                   | La fiesta duró hasta las ocho. – Das Fest dauerte bis acht. | lokale Bedeutung „bis“; temporale Bedeutung „bis“                                                         | |
| mediante                | Resolvió el caso mediante pistas encontradas. – Sie löste den Fall mittels gefundener Spuren.                                                                                      | modale Bedeutung „mittels, durch“                                                                         | In den meisten Fällen austauschbar mit der Präposition con. |
| para                    | Tengo un libro para Juan. – Ich habe ein Buch für Juan. | temporale Bedeutung „zu, an“, finale Bedeutung „um zu, für, zu“                                           | Die wichtigste Präposition zur Darstellung von Absicht, Bestimmung und Zweck. |
| por                     | Tengo un libro firmado por el autor. – Ich habe ein Buch, das vom Verfasser signiert ist.                                                                                          | kausale Bedeutung „wegen, durch, für, aus, von“; temporale Bedeutung „in, um, an“                         | Die wichtigste Präposition zur Darstellung von Preisen, Tauschobjekten, Verwechslung, Ersatz. Allgemein in Beziehung zu Ursache und Vernunft (retrospektiv).                            |
| según                   | Cocinó la carne según las indicaciones de su abuela. – Sie kochte das Fleisch gemäß den Anweisungen ihrer Großmutter.                                                              | modale Bedeutung „gemäß, nach, laut“                                                                      | |
| sin                     | Llegamos a una calle sin salida. – Wir sind auf eine Straße ohne Ausfahrt gelangt.                                                                                                 | modale Bedeutung „ohne“                                                                                   | Abgeleitet vom lateinischen „sine“ (deutsch „ohne“). |
| so                      | Volvió a su país so pena de ser arrestado. – Er kehrte in sein Land zurück unter der Androhung, verhaftet zu werden.                                                               | kausale Bedeutung „unter“                                                                                 | |
| sobre                   | Juan puso la manzana sobre el escritorio. – Juan legte den Apfel auf den Schreibtisch.                                                                                             | lokale Bedeutung „auf, über“                                                                              | |
| tras                    | Lo enterró en el árbol que se encuentra tras el edificio. – Sie verbarg es im Baum, der sich hinter dem Gebäude befindet.                                                          | lokale Bedeutung „hinter, nach“; temporale Bedeutung „nach“                                               | |
| versus                  | El próximo partido es el que enfrenta al equipo de aquí versus el de allí. – Das nächste Spiel ist jenes, das die Mannschaft von hier gegenüber der von dort konfrontiert.         | modale Bedeutung „gegenüber“                                                                              | |
| vía                     | Voló de Texas hasta Australia, vía Londres. – Er flog von Texas nach Australien über London.                                                                                       | lokale Bedeutung „via, [auf dem Weg] über“                                                                | |

## Artikel
Die Artikel, artículos zählen zu den Wortarten, die in einem Satz eine rein grammatische Funktion haben. Sie bilden einen Teil der größeren Gruppe der Determinantien, determinante, also Wörter, die mit einem Substantiv eine Nominalphrase bilden und das Individuum, auf das man sich bezieht (den Referenten) identifizieren oder quantifizieren. Hierzu zählen außerdem noch die Demonstrativpronomen, die Numeralia für Kardinalzahlen, die Ordinalzahlen, sowie bestimmte Indefinitpronomen und Possessivpronomen.
Ebenso wie die Substantive werden im Spanischen auch die Artikel nicht dekliniert.
In den übrigen romanischen Sprachen gibt es ebenfalls jeweils einen bestimmten und einen unbestimmten Artikel, obwohl das Lateinische, von dem alle diese Sprachen abstammen, noch über keine Artikel verfügte. Im Vulgärlatein hat sich jedoch der Gebrauch des Demonstrativpronomens ille als definiter Artikel allmählich etabliert und wurde in den allermeisten romanischen Sprachen weiter ausgebaut.
Der unbestimmte Artikel entwickelte sich aus der im Vulgärlatein zunehmend eingesetzten lateinischen Numerale (Zahlwort) für „1“ (lateinisch ūnus/ūna/ūnum (m./f./n.) ein/eine/ein) und ist deshalb häufig mit diesem in der Form identisch.
| Zeitraum                | Sprache            | ART.def | NOM    | Kopula | ART.indef | NOM       |
| ----------------------- | ------------------ | ------- | ------ | ------ | --------- | --------- |
| bis 2. Jh. n. Chr.      | Klassisches Latein | Ø       | Sol    | est    | Ø         | sidus.    |
| 2. – 8. Jh. n. Chr.     | Vulgärlatein       | (Ille)  | Sol    | est    | (una)     | stella.   |
| Neuzeit (16. – 21. Jh.) | Sardisch           | Su      | Sole   | est    | un’       | isteddu.  |
| Neuzeit (16. – 21. Jh.) | Italienisch        | Il      | Sole   | è      | una       | stella.   |
| Neuzeit (16. – 21. Jh.) | Portugiesisch      | O       | Sol    | é      | uma       | estrela.  |
| Neuzeit (16. – 21. Jh.) | Spanisch           | El      | sol    | es     | una       | estrella. |
| Neuzeit (16. – 21. Jh.) | Katalanisch        | El      | Sol    | és     | un        | estel.    |
| Neuzeit (16. – 21. Jh.) | Französisch        | Le      | Soleil | est    | une       | étoile.   |
| Neuzeit (16. – 21. Jh.) | Bündnerromanisch   | Il      | Sulegl | è      | ina       | staila.   |
| Neuzeit (16. – 21. Jh.) | Friaulisch         | Il      | Soreli | al è   | une       | stele.    |

### Bestimmter Artikel
Formen des bestimmten Artikels, artículo determinado :
- maskulin Singular: el. – Beispiel: el coche das Auto
- feminin Singular: la. – Beispiel: la casa das Haus
- maskulin Plural: los. – Beispiel: los coches die Autos
- feminin Plural: las. – Beispiel: las casas die Häuser

Eine weitere Artikelform lo (ein Rest des ansonsten verschwundenen Neutrums) kann vor einem Adjektiv, einer Ordinalzahl oder einem Possessivpronomen benutzt werden, dann entstehen Substantivierungen: lo bueno das Gute, lo primero das Erste, lo suyo das Seine / Ihre. Der Artikel lo hat keinen Plural.
Kombinationen:
- del und al: Die Präpositionen de und a verschmelzen mit el: el coche del jefe das Auto des Chefs; en metro al aeropuerto mit der U-Bahn zum Flughafen.
- el als femininer Artikel: Vor einem femininen Substantiv, das mit betontem a (oder ha) beginnt, benutzt man el statt la: el agua das Wasser, el haya die Buche.

Der Gebrauch des bestimmten Artikels im Spanischen weicht in einigen Aspekten vom Gebrauch im Deutschen ab. Er wird auch in folgenden Fällen gesetzt, wo das Deutsche keinen Artikel zeigt:
- Bei Bezug auf eine ganze Kategorie oder Art statt auf Einzelindividuen (generischer Gebrauch): Me gusta el gazpacho Ich mag Gazpacho; Ella odia las policíacas Sie hasst Krimis, Los gatos no vuelan Katzen können nicht fliegen.
- Nach todos, todas steht los, las: todos los pueblos alle Dörfer; todas las ciudades alle Städte.
- Meistens bei Zeit- oder Altersangaben: Es la una Es ist ein Uhr
- Vor señor, señora und Titeln steht el oder la (im Satz, jedoch nicht in der direkten Anrede): El señor López no vino Herr López kam nicht; La doctora García es peruana Dr. García ist Peruanerin.

Nicht gesetzt wird der bestimmte Artikel bei einer Reihe von festen Wendungen, wo er im Deutschen erforderlich wäre, unter anderem kann er oft in festen Fügungen mit Präpositionen wegbleiben: con (la) intención de… mit der Absicht, zu…
Ebenso wie im Deutschen, aber anders als zum Beispiel im Italienischen, steht kein definiter Artikel vor dem Possessivpronomen.

### Unbestimmter Artikel
Formen des unbestimmten Artikels, artículo indeterminado:
- maskulin Singular: un. – Beispiel: un coche ein Auto
- feminin Singular: una. – Beispiel: una casa ein Haus

Vor einem femininen Substantiv, das mit betontem a (oder ha) beginnt, lautet die Form jedoch un statt una: un alma eine Seele, un haba eine Saubohne.
- maskulin Plural: unos. – Beispiel: unos coches Autos, ein paar Autos
- feminin Plural: unas. – Beispiel: unas casas Häuser, ein paar Häuser

(Die Vollform uno wird pronominal gebraucht: Este paisaje es uno de los más bellos de España Diese Landschaft ist eine der schönsten Spaniens.)
Die Bedeutung der im deutschen nicht vorhandenen indefiniten Pluralform unos, unas lässt sich wie folgt umreißen:
- Übersetzt ein paar, einige: hace unas semanas vor ein paar Wochen.
- Übersetzt etwa, zirka vor Zahlen: una niña de unos diez años ein Mädchen von etwa zehn Jahren.
- Steht bei Bezeichnungen, die vom Sprecher nicht näher bestimmt werden, aber spezifisch gemeint sind: Estuve en casa de unos amigos Ich bin bei Freunden gewesen.
- Sie steht in der Bedeutung eines Singulars bei Substantiven, die nur formal Plural (und zwar Pluralia tantum) sind, weil sie zweiteilige Gegenstände oder Paare bezeichnen: unas gafas eine Brille; unos zapatos ein Paar Schuhe; unos padres severos strenge Eltern; unos alrededores preciosos eine wunderschöne Umgebung.

Der spanische unbestimmte Artikel steht insgesamt seltener als im Deutschen, es gilt jedoch als schwierig, dies in Regeln zu fassen. Folgende Beispiele zeigen Abweichungen zwischen Spanisch und Deutsch:
- Según se ha visto en capítulo anterior… Wie in einem früheren Kapitel zu sehen war…
- Yo soy hermano de Isabel Ich bin ein Bruder von Isabel

Allgemein lässt sich sagen, dass der unbestimmte Artikel in folgenden Fällen nicht steht:
- Vor Determinantiien wie otro (ein) anderer, tal (ein) derartiger, medio (ein) halber: en otro país in einem anderen Land; con otra bici mit einem anderen Fahrrad.
- Häufig nicht bei Objekten gewisser Verben, wie tener haben und buscar suchen: Ya tiene novia Er hat schon eine Freundin; Estoy buscando piso Ich suche eine Wohnung.
- Häufig nicht vor Angaben einer Quantität: Ho comprado kilo y medio de patatas Ich habe eineinhalb Kilo Kartoffeln gekauft – Había caído gran cantidad de nieve. Es war eine große Menge Schnee gefallen.

## Pronomen
Pronomen, pronombres, vertreten ein Nomen und dienen unter anderem dazu, auf Gegenstände und Personen zu verweisen, die vorher erwähnt wurden oder die in der Sprechsituation vorliegen. Daneben gibt es Indefinitpronomen, die neue Individuen in den Text einführen. Ebenso wie im Deutschen werden substantivische Pronomen von adjektivischen Pronomen unterschieden; d. h. Pronomen als selbständige Wörter oder als Begleiter eines Substantivs. – Beispiel:
- ¿Dónde está tu código? He olvidado el mío — „Wo ist dein Zugangscode? Ich habe meinen vergessen.“
- Aber: ¿Dónde está tu código? He leído este clave — „Wo ist dein Zugangscode? Ich habe diesen Zugangscode gelesen.“

### Betonte und unbetonte (klitische) Pronomen
Kennzeichnend für das System der Pronomina im Spanischen (wie auch in anderen romanischen Sprachen) ist die Unterscheidung zwischen zwei Serien von Formen: betonte, pronombres tónicos und unbetonte (d. h. klitische) Pronomen, pronombres atónicos o clíticos. Die betonten Personalpronomen verhalten sich in syntaktischer Hinsicht ähnlich wie definite Nominalphrasen oder Eigennamen. Sie können getrennt vom Verb stehen, also als Subjekt oder Objekt des Satzes sowie nach Präpositionen und als einzeln geäußerte Wörter. Die unbetonten Pronomen stehen verbunden mit einem Verb, entweder direkt vor der finiten Verbform oder am Ende eines Verbs angehängt (Für Einzelheiten der Wortstellung siehe den Hauptartikel unter Pronomen in der spanischen Sprache#Syntax der Objektpronomen).
- Unbetonte (klitische) Personalpronomen im Vergleich mit normalen Objekten des Verbs:

(Carlos come manzanas. — „Carlos isst Äpfel.“)
Carlos las come. — „Carlos isst sie.“ (las = Pronomen fürs direkte Objekt)
(Carlos llevó manzanas a su madre. „Carlos brachte seiner Mutter Äpfel.“)
Le llevó manzanas. — „Er brachte ihr Äpfel.“ (le = Pronomen fürs indirekte Objekt)
Wie am letzten Beispiel zu sehen, ist zur Markierung des Subjekts („Er brachte Äpfel“) statt eines Pronomens die finite Verbform alleine schon ausreichend, da sie auch bereits die jeweiligen Personalmerkmale zeigt. Fürs Subjekt gibt es sonst also nur betonte Personalpronomen, die dann zur Hervorhebung dienen. Bei betonten Personalpronomen an Objektstelle gibt es im Spanischen die Besonderheit, dass zusätzlich ein klitisches Pronomen am Verb erscheinen muss („Klitikverdopplung“, duplicación clítica).
- Beispiele mit betonten Personalpronomen:

A mi no me han invitado. — „Mich haben sie nicht eingeladen.“ (a mi ist die betonte Vollform, me das zusätzliche Klitik für mich)
Dieselbe Unterscheidung zwischen klitischen und betonten Pronomen gilt für Personalpronomen, Possessivpronomen, sowie etwas eingeschränkter für Reflexivpronomen.
- Klitisches Possessivpronomen, im Vergleich mit betontem Possessiv beim Substantiv und mit freistehendem Gebrauch:

Este es mi coche. — „Das ist mein Auto“ (unbetontes mi)
el coche mío — „MEIN Auto“ (betontes Possessiv)
El coche es mío — „Das Auto ist meins / Das Auto gehört mir.“ (freistehend)
- Klitische Reflexiva im Vergleich mit einem betonten Reflexiv

El 42 % de la población se ducha durante más de 10 minutos. — „42 % der Bevölkerung duschen sich länger als 10 Minuten.“ (se duchar: Verb mit unbetontem Reflexiv, das im Deutschen auch weggelassen werden kann).
Lo dijo a sí mismo. — „Er sagte es zu sich selbst.“ (betonte Form)

#### Überblick über die Formen der Personalpronomen
Die spanischen Personalpronomen unterscheiden, im Gegensatz zu den Substantiven, verschiedene Formen für Subjekt, direktes und indirektes Objekt:
| Person, Genus, Numerus                    | Betonte Formen, pronombres tónicos | Betonte Formen, pronombres tónicos | Unbetonte Formen, pronombres átonicos | Unbetonte Formen, pronombres átonicos |
| Person, Genus, Numerus                    | als Subjekt                        | nach Präpositionen (außer con)     | als direktes Objekt (Akkusativ)       | als indirektes Objekt (Dativ)         |
| ----------------------------------------- | ---------------------------------- | ---------------------------------- | ------------------------------------- | ------------------------------------- |
| 1. Pers. Sg. ich / mir / mich             | yo                                 | mí                                 | me                                    | me                                    |
| 2. Pers. Sg. du / dir / dich              | tú / vos                           | ti                                 | te                                    | te                                    |
| 3. Pers. Sg. Mask. er / ihm / ihn         | él                                 | él                                 | lo, le                                | le (se)                               |
| 3. Pers. Sg. Fem. sie / ihr               | ella                               | ella                               | la                                    | le (se)                               |
| 3. Pers. Sg. Höflichkeitsform Sie / Ihnen | usted                              | usted                              | lo, la, le                            | le (se)                               |
| 1. Pers. Pl. Mask. wir / uns              | nosotros                           | nosotros                           | nos                                   | nos                                   |
| 1. Pers. Pl. Fem. wir / uns               | nosotras                           | nosotras                           | nos                                   | nos                                   |
| 2. Pers. Pl. Mask. ihr / euch             | vosotros                           | vosotros                           | os                                    | os                                    |
| 2. Pers. Pl. Fem. ihr / euch              | vosotras                           | vosotras                           | os                                    | os                                    |
| 3. Pers. Pl. Mask. sie / ihnen            | ellos                              | ellos                              | los, les                              | les (se)                              |
| 3. Pers. Pl. Fem. sie / ihnen             | ellas                              | ellas                              | las                                   | les (se)                              |
| 3. Pers. Pl. Höflichkeitsform Sie / Ihnen | ustedes                            | ustedes                            | los, las, les                         | les (se)                              |

#### Überblick über die Formen der Possessivpronomen
Die spanischen Possessivpronomen unterscheiden nicht wie die deutschen das Geschlecht des Besitzers („sein / ihr“), sondern richten sich nach dem Genus des Substantivs, das sie begleiten. Also z. B. el coche es mío („Das Auto (span.: mask.) ist meins“), aber: la noche es mía („Die Nacht gehört mir“).
| Besitzer ↓                       | Betonte Formen, pronombres tónicos | Betonte Formen, pronombres tónicos | Unbetonte Formen, pronombres átonicos | Unbetonte Formen, pronombres átonicos |
| Besitzer ↓                       | Bezugsnomen mask. (pl.)            | Bezugsnomen fem. (pl.)             | Bezugsnomen mask. (pl.)               | Bezugsnomen fem. (pl.)                |
| -------------------------------- | ---------------------------------- | ---------------------------------- | ------------------------------------- | ------------------------------------- |
| 1. Pers. Sg. mein-               | mío(s)                             | mía(s)                             | mi(s)                                 | mi(s)                                 |
| 2. Pers. Sg. dein-               | tuyo(s)                            | tuya(s)                            | tu(s)                                 | tu(s)                                 |
| 3. Pers. Sg. sein- / ihr- / Ihr- | suyo(s)                            | suya(s)                            | su(s)                                 | su(s)                                 |
| 1. Pers. Pl. unser-              | nuestro(s)                         | nuestra(s)                         | nuestro(s)                            | nuestra(s)                            |
| 2. Pers. Pl. i euer-             | vuestro(s)                         | vuestra(s)                         | vuestro(s)                            | vuestra(s)                            |
| 3. Pers. Pl. ihr- / Ihr-         | suyo(s)                            | suya(s)                            | su(s)                                 | su(s)                                 |

### Reflexivpronomen und ihre Verwendung
Die spanischen Reflexivpronomen, pronombres reflexivos, lauten (1., 2. und 3. Pers. Sing. und Plur.): me, te, se; nos, os, se. Nur die dritte Person hat also eine Form, die vom Personalpronomen abweicht. Regulär bedeutet ein Reflexivpronomen an Objektstelle, dass Subjekt und Objekt des Satzes dasselbe Individuum bezeichnen.
Daneben gibt es im Spanischen Verben, mit denen ein Reflexivpronomen einfach als Bestandteil des Verbs fest verbunden ist, so wie im Deutschen Verben wie sich erholen, sich verspäten („inhärente Reflexive“). Diese Reflexivverben werden im spanischen Infinitiv mit der zusätzlichen Endung -se aufgeführt, also mit der nachgestellten Form des unbetonten Reflexivs. Bei finiten Verbformen erscheint das reflexive Element dann regulär wie alle Klitika vor dem Verb.
- Beispiele: ducharse „(sich) duschen“, lavarse „sich waschen“.

Me ducho por las mañanas — „Ich dusche (mich) morgens.“
El paciente no se quiere lavar — „Der Patient will sich nicht waschen.“
Das spanische se kann außerdem Verwendungen haben, die dem deutschen man oder einer Passivkonstruktion gleichen; siehe hierzu den Hauptartikel unter Pronomen in der spanischen Sprache#Reflexivpronomen.

### Indefinitpronomen sowie Wortarten ähnlicher Funktion
Man unterscheidet zwischen Indefinitbegleitern, determinantes indefinidos und Indefinitpronomen, pronombre interrogativo. Erstere werden ähnlich wie Artikel gebraucht, können aber nicht alleine stehen, sondern nur in Verbindung zu einem Substantiv. Die Indefinitpronomen, pronombres indefinidos können selbstständig gebraucht werden. Beide zeigen Merkmale von Genus und Numerus, die mit dem Bezugswort übereinstimmen müssen.
- Muchos le decían que le olía fatal. — „Viele (mask.) sagten ihm, dass er schrecklich roch.“ (Das Subjekt muchos bezeichnet eine männliche Gruppe)
- Muchas le decían que le olía fatal. — „Viele (fem.) sagten ihm, dass er schrecklich roch.“ (Das Subjekt ist eine weibliche Gruppe).

Es gibt daneben auch unveränderliche Indefinitbegleiter bzw. -pronomen; sie stimmen in Genus und Numerus nicht mit dem zugehörigen Substantiv überein. Zu ihnen gehören:
- nada („nichts“); nadie („niemand“); algo („etwas“); alguien („jemand“), cada („jede(r)“)

Zu den veränderlichen Indefinitpronomen hingegen gehören:
- algún / algúna ; cualquier / cualquiera („irgendeine(r)“), mucho / mucha („viele“), demasiado / demasiada („zu viele“), ningún / ningúna („keine(r)“), poco / poca („wenig(e)“), todo / toda („alle, (der / die) ganz(e)“).

Manche Übersetzungspaare stimmen also nicht in ihrer Flektierbarkeit überein. Ein Beispiel mit flektiertem Indefinitum im Spanischen, aber unflektierter Übersetzung im Deutschen:
- Sólo tomó una poca de leche. — „Er trank nur ein wenig Milch.“

Die Indefinitpronomen bilden eine eher uneinheitliche Restklasse in der Klassifikation der Pronomen. Sie drücken meist verschiedene Arten von Mengenbezug aus. Es lassen sich Bedeutungsgruppen erschließen:
- Schätzung, cálculo: demasiado; mucho; bastante; más; poco; menos
- Zuordnung, clasificación: ambos; cada; sendos; cada uno
- Auswahl, selección: cierto; tal; alguno; alguien; algo; quienesquiera; otro; semejante; ningun; nadie; nada; cualquiera
- Gesamtheit, conjunto: todo + sustantivo; todo + weitere Determinanten + sustantivo

### Relativpronomen und Relativsatz
Relativpronomen erfüllen zwei Funktionen: Zum einen ersetzen sie Substantive, Adverbien und Pronomen im Relativsatz. Zum anderen markieren sie den Nebensatz als Relativsatz und verbinden ihn so mit dem Bezugswort (einem Substantiv).
Einige Relativpronomen des Spanischen sind: que, el que (la que, lo que, los que, las que), el cual (la cual, lo cual, los cuales, las cuales), cuyo (cuya, cuyos, cuyas), cuanto (cuanta, cuantos, cuantas), donde, como. Relativpronomen tragen in der Schreibung nie einen Akzent, während morphologisch ähnlich lautende Fragepronomen oder Interrogativpronomen, pronombres interrogativos, wie etwa quién, cuál, cuánto usw., mit einem Akut-Akzent, acento agudo, versehen werden.
Das spanische Relativpronomen que kann sich auf Personen oder Sachen beziehen und ist dabei unveränderlich; es ist aber dadurch als Pronomen zu erkennen, dass es z. B. mit einer Präposition kombiniert werden kann. Beispiel:
- La casa en que vivo es mía. — „Das Haus, in dem ich wohne, gehört mir.“

Die Formen el que, la que, los que, las que haben eine Funktion der näheren Bestimmung und lassen sich mit der(jenige)…der usw. wiedergeben. Beispiel:
- Su hermana es la que está sentada a su lado. — „Seine Schwester ist die, die neben ihm sitzt.“
- Nunca somos lo que parecemos. — „Wir sind nie das, was wir zu sein scheinen.“ (Die Form lo ist der Artikel des Neutrums, mit diesem Relativsatz wird ein abstrakter Sachverhalt aufgenommen).

(Für weitere Details siehe die Hauptartikel: Pronomen in der spanischen Sprache#Relativpronomen sowie Relativsatz in der spanischen Sprache).

## Verb
Das spanische Verb bildet den komplexesten Abschnitt innerhalb der spanischen Grammatik. Die kategoriale Bedeutung des Verbs liegt in seinem „satzbildenden Prozeß“ oder seiner „Prozeßhaftigkeit“ mit denen es im Satz Tätigkeiten, Vorgänge, Zustände und deren Änderungen versprachlicht. Es bildet diese „Prozeßhaftigkeit“ in ihrer zeitlichen Einbettung ab.
Das Verb ist syntaktisches Zentrum eines Satzes, das gelingt dem Verb durch seine Valenz-Beziehungen. Ferner wird es durch die Kongruenz auch im Spanischen auf das Subjekt bezogen. Aus grammatischer Sicht unterscheidet man zwischen finiten versus infiniten Verbformen, oder anders gesagt zwischen den flektierten Personalformen und nominalen Formen wie im Infinitiv und bei den Partizipien.
Die Zu- bzw. Einordnung der Verben gelingt aber auch als semantische Kategorie, so etwa dem Richtungsverb, verbo locativo, Vorgangsverb, verbo incoativo o dinámico, Tätigkeitsverb, verbo de acción oder Zustandsverb, verbo estático. Im Gegensatz dazu die oben beschriebene Einteilung unter syntaktischen Gesichtspunkten, etwa das Verb im Verhältnis zum Prädikat, Subjekt, zu den Objekten oder nach seiner Valenz.
Flexionen realisieren sich am spanischen Verb durch Affixe, sie werden genutzt um Verben zu konjugieren. Dabei kann die einzelne Flexion bzw. der Flexionsaffix mehrere Bedeutungen transportieren. Durch diese „Überschneidung“ von etwa dem Numerus, Person, Modus und Tempus wird eine „Verdichtung“ und Ökonomisierung am Flexionsmorphemen erzeugt.
Das Subjekt und die Objekte sind aus syntaktischer Sicht die Komplemente des Verbs, während aus semantischer Betrachtung die Referenten des Verbs Argumente heißen.

### Struktur des spanischen Verbs
Verben, verbos werden konjugiert nach Person, persona, Numerus, número, Aspekt, aspecto, Aktionsart, modo de acción, Tempus, tiempo, Modus, modo. Es existieren drei Personen im singular und drei Personen im plural, primera, segunda y tercera persona del singular o plural.
Verben geben Auskunft, ob sie in der Vergangenheit, pasado, der Gegenwart, presente oder der Zukunft, futuro geschehen. Der Aspekt ist eine grammatische Kategorie, er informiert über den „Zustand im inneren einer Handlung“; es stehen sich ein aspecto perfecto o perfectivo und ein aspecto imperfecto o imperfectivo gegenüber. Diese Kategorie und die Aktionsart bezeichnen entsprechend ihrer Polarität einen Anfang, eine Wiederholung, einen Verlauf, eine Dauer und ein Ende der Handlung oder des Ereignisses. Der Aspekt ist im Spanischen zweigliedrig oder auch binär genannt.
Es finden sich im Spanischen drei Modi der indicativo, subjuntivo und der imperativo.
Man findet drei Konjugationsformen mit den Endigungen auf -ar, -er und -ir. Insgesamt gibt es etwa neunhundert unregelmäßige Verben und eine große Anzahl von periphrastische Konjugationen. In solchen periphrastischen Formen ist das Vollverb wiederum auf eine spezifische infinite Verbform „haber“ für die Bildung der zusammengesetzten Zeiten, tiempos compuestos festgelegt.
Verben geben allgemein einer versprachlichten Realität insofern Ausdruck, als sie die Dinge der Wirklichkeit als Ereignisse präsentieren, die dem Einfluss von Zeit und Raum unterliegen, wobei durch die Wahl der Wortart der Übergang von der „Ereignishaftigkeit“ bei den Verben zu der „Dinghaftigkeit“ der Substantive entschieden wird. – Beispiel: lignificar verholzen als Prozess, der zur lignificación Verholzung führt. Sie zählen zu den Autosemantika also zu den Lexemen (Grundeinheit des Wortschatzes), welche im Gegensatz zu einem Synsemantikum eine vom Kontext unabhängige und selbständige lexikalische Bedeutung aufweisen. Ausgenommen hiervon sind die Hilfsverben.
Handlungen werden mit Verben bezeichnet. Es lassen sich aus semantischer Sicht Vorgangs- von Tätigkeits-, Bewegungsverb und Zustandsverben differenzieren, wobei sich diese Einteilung immer an die Form der sprachlichen Verwendung knüpft. Bezüglich der Bewegungsverben handelt es sich, nach Leonard Talmy und Dan Slobin beim Spanischen, wie für die übrigen romanischen Sprachen um eine verb-framed-language oder verb-basierte Sprache, im Gegensatz zu den satellite-framed-languages oder satelliten-basierte Sprachen, wie das Latein, die deutsche oder englische Sprache.
Innerhalb der Tätigkeitsverben können als Untergruppe und Ausdruck des menschlichen Tuns noch die Handlungsverben begrifflich gefasst werden.
So hat man am Beispiel – in den Sätzen mit dem Verb seguir folgen – für das gleiche Verb unterschiedliche Kategorien der Verbtypen zur Verfügung. – Beispiele:
```
El hombre sigue sin hablar.
 
Der Mann folgte, ohne zu sprechen.
 Zustandsverb

Los botes de remos siguen el río.
 
Die Ruderboote folgten dem Fluss.
 Vorgangsverb

Sigo pensando en mi camino.
 
Ich folge meinem Weg, indem ich nachdenke.
 Handlungsverb
[
57
]
```

In syntaktischer Hinsicht bildet es den Kopf, núcleo sintáctico der Verbalphrase.
Das spanische Verb kennt in seinem Flexionssystem die folgenden sieben grammatischen Kategorien:
- Person
- Numerus
- Tempus
- Aspekt[58]
- Modus
- Stadium (vergleiche Resultativ)
- Diathese[59][60]

Die einfache finite Verbform besteht aus einem Stamm (lexikalisches Morphem), einem Themavokal und Morphemen die, die Merkmale von Tempus, Modus, Numerus, Person und Aspekt ausdrücken. – Beispiel comprasteis (ihr kauftet):
```
Stamm
 „compr-“ 
Themavokal
 „-a-“ 
Tempus, Aspekt, Modus
[
A 21
]
 „-ste-“ 
Numerus, Person
 „-is“
```

Das Spanische ist eine Pro-Drop-Sprache oder Nullsubjektsprache, das heißt, dass das Subjekt(-Personalpronomen) nicht immer realisiert wird, obwohl es strukturell vorhanden ist. Im spanischen Satz kann das personaldeiktische Subjekt allein durch das konjugierte Verb, also dessen Personalform ausgedrückt und eindeutig bestimmt werden. Das heißt, Pronomina müssen in bestimmten syntaktischen Positionen zur Konstitution eines grammatikalisch vollständigen Satzes nicht explizit realisiert sein, sie können also „fallen gelassen“ (englisch „pro drop“) werden.
Dies wird möglich, weil sich im Spanischen eine ausgeprägte Flexionsmorphologie am Verb realisiert, das somit obligatorisch für Person und Numerus flektiert wird und hierdurch Rückschlüsse auf das Subjekt zulässt. Im Vergleich zum neuzeitlichen englischen Verb – die englische Sprache hat in den letzten Jahrhunderten nahezu alle Flexionsformen aufgegeben – zeigt das Spanische, obzwar vermehrt ein analytischer Sprachaufbau genutzt wird, noch deutlich mehr des flektierenden bzw. synthetischen Sprachbaus, wie er vor allem in der lateinischen Sprache auffindbar ist, als eben das moderne Englisch.
Im Vergleich zum Deutschen ist zu sehen, dass keine notwendige Korrelation zwischen dem morphologischen Typ einer Sprache und ihrem Verhalten in Bezug auf die Realisierung von Pronomina besteht: Zwar flektiert auch im Deutschen das Verb für dieselben Kategorien wie das Spanische, dennoch ist Deutsch keine Pro-Drop-Sprache. Deshalb spricht man hier häufiger auch von Semi-Pro-Drop-Sprachen. Aus diesen Sachverhalten ergeben sich Lern- und Verständnisschwierigkeiten im interlingualen Kontext. Wird im Spanischen aber das Subjektpronomen eingesetzt, kann das zum einen stilistische Gründe haben, zum andern auch Zwecken der Vereindeutigung, der Gegenüberstellung oder der allgemeinen Hervorhebung dienen.
Das Latein war ebenso wie das Altgriechische, Sanskrit und andere alte indogermanische Sprachen eine typische flektierende Sprache mit synthetischem Sprachbau oder Syntax. Über die Entwicklung zum Vulgärlatein und schließlich zu den romanischen Sprachen veränderte sich die Typologie des Lateinischen immer mehr in Richtung eines analytischen Sprachbaus.
In der Morphologie der Verben hat sich das Spanische von allen romanischen Sprachen die meisten grammatikalischen Strukturen aus dem Latein bewahrt.
Es finden sich synthetische Verbformen, wobei aber verstärkt analytische Prädikatsformen dazugekommen sind. Die analytischen Verbformen sind zusammengesetzte Verbformen, etwa wie das lateinische passive Perfekt laudatus sum („ich bin gelobt worden“). Im Gegensatz dazu stehen die synthetischen Verbformen. Synthetische Verbformen werden durch ein einziges Wort, in dem sich Tempus, Genus, Numerus, Modus und Person ausdrücken, etwa wie das lateinische amabam („ich liebte“), amavi („ich habe geliebt“), dargestellt.
Dabei gilt – und dies ist anders als in der deutschen Sprache –, dass beim Prädikat, auch wenn es aus mehreren Teilen besteht (im Sinne einer analytischen Verbform), etwa einem Hilfsverb und einem Vollverb, diese Teile nie getrennt werden dürfen:
Subjekt – Prädikat – indirektes Objekt (Dativ) – direktes Objekt (Akkusativ) – adverbiale Bestimmung oder präpositionales Objekt.
Unter relativen Verben versteht man Tätigkeitswörter, die neben dem Subjekt noch weitere Ergänzungen benötigen. Bei diesen Ergänzungen handelt es sich vor allem um direkte Objekte (die mit der Präposition a gebildet werden), adverbiale Bestimmungen und Präpositionalobjekte, aber auch indirekte Objekte (die ebenfalls mit a gebildet werden) und Genitivobjekte (die mit der Präposition de gebildet werden).
Es gibt drei Konjugationssysteme: die a-Konjugation (z. B. hablar sprechen), die e-Konjugation (z. B. comer essen) und die i-Konjugation (z. B. vivir leben). Eine Vielzahl häufig benutzter Verben weist unregelmäßige Formen auf.
Die Bestimmung der Anzahl der unregelmäßigen Verben in der Spanischen Sprache weist eine gewisse Ungenauigkeit auf. Bei der Zählung unregelmäßiger Verben müssen auch Derivationen beachtet werden. Sie sollten im Normalfall nicht als weiteres unregelmäßiges Verb gezählt werden.
In der folgenden tabellenartigen Übersicht wird die Anzahl der unregelmäßigen Verben im Spanischen anhand der folgenden Typisierung aufgeführt. Da sich der Begriff unregelmäßig unterschiedlich verstehen lässt, sind hier drei Spalten, für drei Typen von „unregelmäßig“ angelegt:
- Verben des Typs 1 weisen keine direkt vergleichbaren Verben auf oder lassen sich nicht von regulären Nennformen ableiten
- Verben des Typs 2 werden nicht nach den meistverbreiteten Flexionsarten gebeugt (z. B. ändert sich bei den unregelmäßigen Verben auf –ar, –er und –ir der Stammvokal)
- Verben des Typs 3 beinhalten zusätzlich Derivationen (z. B. Präfixbildungen) von Verben des Typs 1 und 2, sie werden in regulären Zählungen meist nicht beachtet.

| Spanische Sprache | Anzahl (s. o.) | Anzahl (s. o.) | Anzahl (s. o.) | Liste | Typ-1-Verben          | Typ-2-Verben                                                                                             |
| Spanische Sprache | Typ 1          | Typ 2          | Typ 3          | Liste | Typ-1-Verben          | Typ-2-Verben                                                                                             |
| ----------------- | -------------- | -------------- | -------------- | ----- | --------------------- | --- |
| Spanische Verben  | 4              | 59             | 1530           | [es]  | ser, ir, haber, estar | Laut Langenscheidts Wörterbuch 59, plus jeweils weitere nach dem gleichen Muster zu konjugierende Verben |

### „Strukturverben“ – Verbklasse der Kopula-, Hilfs- und Modalverben
Vollverben, verbos plenos sind in der Lage ohne der Hilfe eines weiteren Verbs ein Prädikat zu erzeugen. Im Gegensatz zu den Vollverben, bildet die Gruppe der Kopula-, Hilfs- und Modalverben nach Heinrich Weber (2005) eine Einheit, gleichwohl ohne bisher eine spezifische Gruppenbezeichnung für die Verben aufzuweisen, die als Gruppe nicht für sich allein das Prädikat zu bilden im Stande sind. Sie sollen in Anlehnung an Weber (2005) als „Strukturverben“, »verbos estructurados« bezeichnet werden. Indem sie dieses Ziel erreichen bilden sie „komplexe Prädikate“ oder zusammengesetzte Prädikate, aber auf einem ihnen jeweils spezifischen, innewohnenden und charakteristischen Wege.

### Transitivität spanischer Verben
Die Transitivität, verbo transitivo ist eine Eigenschaft, die der Klassifizierung von Verben dient. Im Allgemeinen gibt die Eigenschaft an, wie viele Mitspieler (Argumente) ein Verb verlangt. Die Eigenschaft der Transitivität ist eine spezielle, traditionell jedoch nur für Verben verwendete Form der Valenz.
- Transitive Verben, verbos transitivos:[72] Die Ergänzung ist ein direktes Objekt (in der Kasusterminologie Akkusativ), das Akkusativobjekt wird im Passiv zum Subjekt (siehe Passiv). Zu beachten ist, dass es einige Verben gibt, die im Deutschen das indirekte Objekt (in der Kasusterminologie den Dativ) fordern, im Spanischen aber den Akkusativ verlangen.
- Intransitive Verben, verbos intransitivos, können ohne Ergänzungen gebraucht werden. Diese Verben sind eingeschränkt passivfähig. – Beispiel:
  - Desde hoy no fumo más. Ab heute rauche ich nicht mehr.
- Reflexive Verben, verbos reflexivos, werden von Reflexivpronomen begleitet (siehe Reflexivpronomen). Reflexive Verben sind Tätigkeitswörter, deren Aktion auf das Subjekt zurückfällt oder gerichtet ist. Subjekt und Reflexivpronomen bezeichnen ein und dieselbe Person.[73] Dabei ist zwischen echten reflexiven Verben und reflexiv gebrauchten Verben zu unterscheiden. – Beispiel für Letzteres:
  - Esta discoteca se vende bien. Diese Diskothek lässt sich gut verkaufen.

### Infinite Verbformen im Spanischen
Bei den Infinite Verben im Spanischen (lateinisch verbum infinitum), formas no personales del verbo, lassen weder die grammatische Person noch den Numerus erkennen. Hierzu zählen im Spanischen der Infinitiv, infinitivo, das Partizip, participio, – eigentlich nur das Partizip, das mit haber zur Bildung der zusammengesetzten Zeiten benötigt wird, und ser sowie estar für die Bildung des Passivs – und das Gerundium, gerundio. Man bezeichnet sie im Spanischen auch als los verboides. Der Infinitiv steht formal und funktional zwischen Verb und Nomen.
- Infinitiv, modo infinitivo. – Beispiel:

```
comprar
 
kaufen
 
Wortstamm
 „compr-“ 
Themavokal
 „-a-“ 
Endung
 „-r“
```

- Gerundium, gerundio. – Beispiel:

```
comprando
 
während ich am Kaufen bin
 (oder Ähnliches) 
Stamm
 „compr-“ 
Themavokal
 „-a-“ 
Endung
 „-ndo“
```

- Partizip, participio pasado. – Beispiel:

```
comprado
 
gekauft
 
Stamm
 „compr-“ 
Themavokal
 „-a-“ 
Endung
 „-do“
```

Funktionell können diese drei infiniten Verbformen zur Verkürzung oder auch Ersetzung von untergeordneten, aber auch nebengeordneten Sätzen verwendet werden.
Die infiniten Verbformen sind nicht satzkonstituierend und bilden auch keine Tempusform im eigentlichen Sinne. Denn während die finite Verbform die ausgedrückten Sachverhalte auf die Zeit der Äußerung bezieht, indem z. B. das Tempus (temporal)deiktisch verankert ist, können die infiniten Verbformen nur im Zusammenwirken mit einem finiten Verb eine sogenannte periphrastische Tempusform bilden.
| Verben     | hablar                   | temer                    | partir                   |
| ---------- | ------------------------ | ------------------------ | ------------------------ |
| Infinitivo | -ar                      | -er                      | -ir                      |
|            | hablar                   | temer                    | partir                   |
| Gerundio   | -ando                    | -iendo                   | -iendo                   |
|            | hablando                 | temiendo                 | partiendo                |
| Participio | -ado/ -ados; -ada/ -adas | -ido/ -idos; -ida/ -idas | -ido/ -idos; -ida/ -idas |
|            | hablado, hablada         | temido/ temida           | partido/ partida         |

### Zeiten, Modi und Aspekte mit ihren Bedeutungen
Das Tempus wird in der Grammatik als eine grammatische Kategorie bestimmt, sie ist von der Zeit im physikalischen Sinn zu unterscheiden. Das Ordnen der Wirklichkeit in Zeitsysteme, sistemas temporales, wird von den verschiedenen Sprachen unterschiedlich vollzogen. Das legt nahe, dass die korrekte Nutzung eines fremdsprachlichen Zeitsystems, hier das des Spanischen, hohe Anforderungen an das Verständnis der entsprechenden Grammatiksysteme durch den Sprachproduzenten stellt.
Die Bezeichnungen der einzelnen Zeitformen oder Zeitstufen wurden von der Real Academia Española verschiedentlich geändert, so gibt es Unterschiede zwischen der Ausgabe von 1931, Gramática de la lengua española (abgekürzt Gramática, 1931), und der Ausgabe von 1973, Esbozo de una nueva gramática de la lengua española, Real Academia Española. Comisión de Gramática (abgekürzt Esbozo, 1973 ( esbozo ‚Entwurf, Skizze‘)).

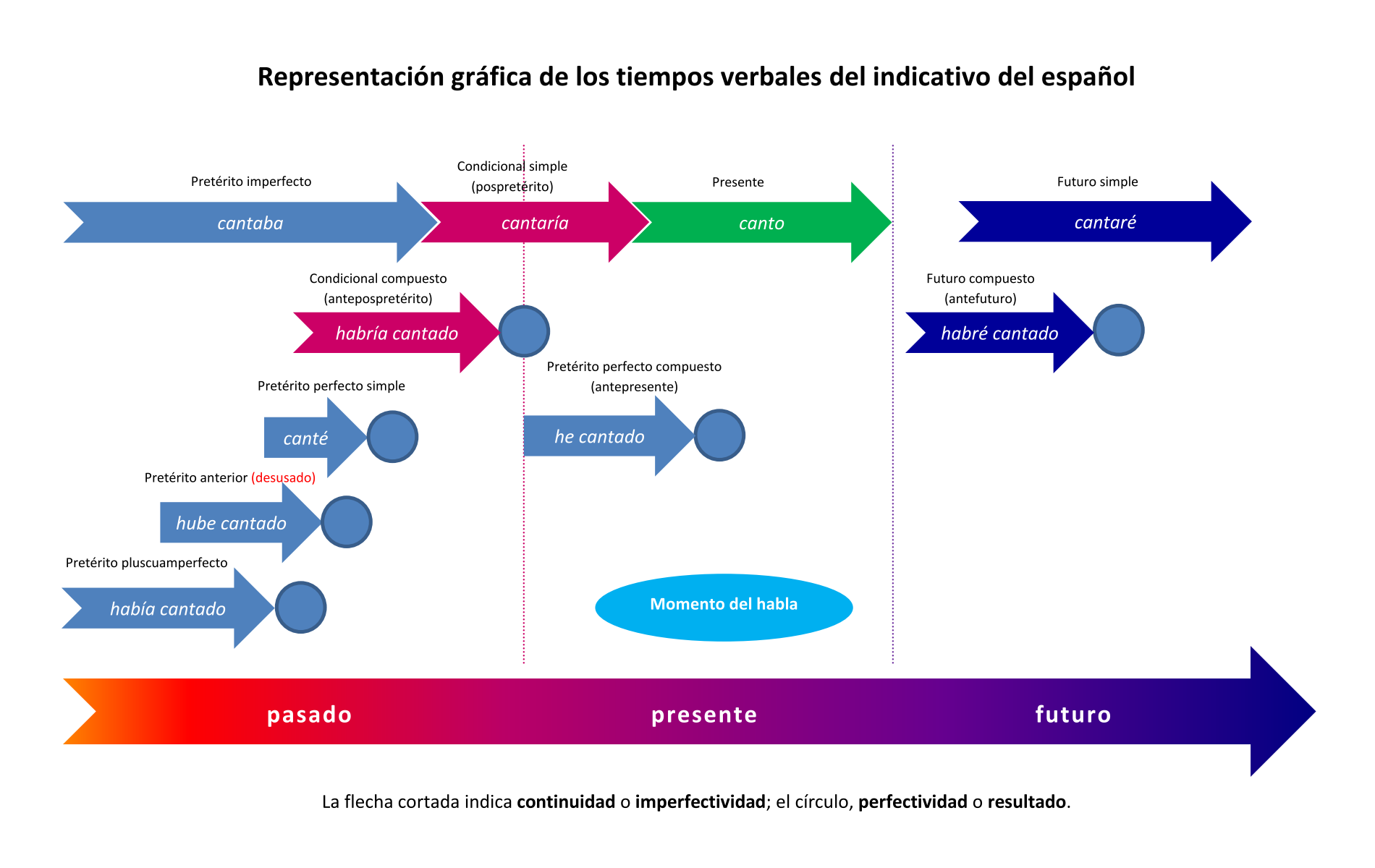
Grafische Darstellung der spanischen Verbzeitformen im Modo indicativo auf einem Zeitstrahl. In der Terminologie von Hans Reichenbach kann die Position R in Bezug auf H die Zeiten pasado (R – H), presente (H. R) und futuro (H – R) charakterisieren. Die Position von E bezüglich R beschreibt das pluscuamperfecto (E – R), presente (R. E) und futuro (R – E).

Hans Reichenbach (1947) beschrieb die Tempora, als Zeitstufen mittels zweier Relationen zwischen drei Bezugs- oder Zeitpunkten.
Er definierte die Tempora als grammatikalische Verortungen von Tatsachen, Ereignissen, Sachverhalten in der Zeit, als deiktische temporale Kategorie, die das System zeitlicher Beziehungen von Ereignissen am Verb morphologisch, flexiv realisiert.
Für die Charakterisierung der verschiedenen Tempusformen wurde die Relation zwischen dem Sprechzeitpunkt S, spanisch punto de habla H und dem Referenzpunkt R, spanisch punto de referencia R gesetzt, sowie diejenige zwischen dem Ereigniszeitpunkt E, spanisch punto del evento E und dem Referenzpunkt R.
- Sprechzeit oder Origio, Äußerungszeit, Äußerungszeitpunkt, Sprechakt S point of speech oder H punto de habla, sie bezieht sich auf den Augenblick der Versprachlichung[A 24] durch den Sprecher, sie wird in manchen Fällen auch als mögliche Zeitspanne definiert, zumeist ist sie ein Zeitmoment. Sie bezieht sich auf den Moment des Sprechens; wiedergegeben durch einen „Sprecher “.
- Ereigniszeit oder Situationszeit, Ereigniszeitpunkt E point of event, punto del evento, sie ist das Zeitintervall, in welchem der versprachlichte Zustand gilt oder die ausgedrückte Handlung abläuft, sie kann sowohl ein Zeitpunkt als auch eine Zeitspanne sein. Die Ereigniszeit ist die Zeitrelation, in welcher das versprachlichte Geschehen, das in einem Satz ausgedrückte Ereignis, stattfand, stattfindet, stattfinden wird oder stattfinden könnte bzw. hätte stattfinden können usw. (Vergleiche die Modi indicativo vs. subjuntivo).[85] Damit versteht man unter einem Ereignis ein Geschehen, einen Sachverhalt oder Tatbestand (modo de indicativo) bzw. ein mögliches Geschehen, einen möglichen Sachverhalt oder Tatbestand, das/der durch die Perspektive seines potentiellen (kontrafaktischen) Eintretens (modo de subjuntivo) fokussiert ist und an ein Zeitintervall gebunden ist oder wird.
- Referenzzeit oder Betrachtungszeit, Bezugszeitpunkt, Referenzpunkt R point of reference, punto de referencia, sie ist ein Zeitintervall verschieden von der Sprechzeit, wiedergegeben durch einen „Betrachter“. Sie weist, etwa durch ein Zeitadverb, auf ein Ereignis hin oder sie referiert auf ein Geschehen, um dieses zeitlich-deiktisch zu lokalisieren.[86] Die Referenzzeit und damit die zeitliche Festlegung kann mittels Temporaladverbien oder aus dem narrativen Kontext bestimmt werden. Die Referenzzeit referiert oder diskriminiert etwa zwischen Vorzeitigkeit, anterioridad und Nachzeitigkeit, posterioridad. Sie beschreibt eine Betrachtungsperspektive, den punto de mira.
- Unter der Sprechzeitdistanz versteht man den Abstand zwischen der Sprechzeit S bzw. H und der Ereigniszeit E.[87][88]

Das Tempus beschreibt ausgehend vom Sprechzeitpunkt S in welchem Moment der Ereigniszeit E das Verb vollzogen wird, d. h. die „Zeit“ eines Satzes wird hierbei nicht auf die Zeit eines anderen Satzes bezogen, sondern wird vom Sprecher oder Schreiber frei gesetzt; entweder davor, danach oder jetzt. Man unterscheidet drei Zeitstufen: Gegenwärtigkeit, presente, Vergangenheit, pasado und Zukünftigkeit, futuro.
Die „Zeit“ kann aber auch vom Sprecher oder Schreiber als abhängig oder bezogen auf andere Entität betrachtet werden, d. h. die „Zeit“ des einen Satzes, meist eines Nebensatzes (Protasis), wird auf die „Zeit“ eines anderen Satzes, meist des übergeordneten Hauptsatzes (Apodosis) bezogen. Man unterscheidet hier die folgenden Zeitverhältnisse: Nachzeitigkeit, posterioridad, Gleichzeitigkeit, simultaneidad und Vorzeitigkeit, anterioridad.
Von grundlegender Bedeutung in der Betrachtung der Verbflexion ist die grammatische Kategorie des Tempus (Zeitstufen). Das Tempus der deutschen Sprache kann mit den spanischen Tempora nicht gleichgesetzt werden. So kennt das Spanische weitaus mehr Temporaformen als das Deutsche, den sechs deutschen Formen stehen insgesamt siebzehn spanische Tempora gegenüber.
Zur Bildung des Zeitbezugs wird in der spanischen Sprache das Tempus, tiempo gramatical als grammatikalisches Mittel eingesetzt.
Man unterscheidet zwischen syntaktisch, einfachen (nur Vollverben, finite Verben) und syntaktisch komplexen oder periphrastischen Tempusformen (mit einer Auxiliarverb-Konstruktion, finites Verb in Verbindung mit einer Periphrase oder infiniten Verb, siehe auch Strukturverben). Das Auxiliar, verbo auxiliar und das Verb nehmen dabei eine morphologische definierte Form ein.
Mit den Tempora erhält der Sprecher die Möglichkeit, im Augenblick des Sprechens zeitliche Relationen zu dem Inhalt des zu Sagenden mit morphologischen Mitteln zu realisieren. Das Tempus ist die differenzierteste Kategorie des spanischen Verbs. Dabei ist die Tempussetzung aber keine sprachliche Zeitmessung und zeigt deshalb auch nicht an, wann ein Ereignis oder eine Handlung sich vollzieht, denn physikalisch-zeitlich verschiedene Ereignisse sind durch dasselbe Tempus bezeichenbar. – Beispiel:
```
Operaré
 mañana
 
Ich werde morgen operieren;
 oder

Operaré
 dentro de un año
 
Ich werde innerhalb eines Jahres operieren.
```

Der Aspekt beschreibt gewissermaßen die „interne Zeit des Verbs“ oder der Verbalperiphrase – im gewissen Sinne stellen die zusammengesetzten Zeiten eine Sonderform der Periphrasen dar – indem er als weitere Flexionskategorie zwischen einer abgeschlossenen bzw. perfektiven oder einer nicht-abgeschlossenen bzw. imperfektiven Verbform unterscheidet. – Beispiele:
```
Juana ha realizado una sustitución.
 
Juana hat verwirklicht einen Wechsel.
 Das bedeutet:

Juana ya ha finalizado su sustitución.
 
Juana hat schon beendet ihren Wechsel.
 
Pretérito perfecto de indicativo
```

Perfektiv sind alle zusammengesetzten Verbzeitformen (Tempora), tiempos compuestos einschließlich des Pretérito indefinido de indicativo.
```
Juana siempre cantaba en las celebraciones.
 Juana immer sang bei den Festivitäten. 
Pretérito imperfecto de indicativo
```

Während alle einfachen Verbzeitformen (Tempora), tiempos simples außer dem Indefinido als imperfektiv gelten können.
Durch das Tempus ordnet ein Sprecher ein Ereignis oder eine Handlung aus der Sicht einer vergehenden Zeit (Zeitrelation) zu einem Referenzpunkt, punto de referencia R (Zeitverhältnis). Hierzu werden die Verhältnisse auf eine räumliche Metapher, auch Zeitstrahl, zur Darstellung von Zeitpunkten, -räumen und Abfolgen in Form einer Linie auf- und in die daraus resultierende Begrifflichkeit übertragen.
So wird das „Operieren“ im Satzbeispiel Operaré mañana oder Operaré dentro de un año nachzeitig zu der Sprechsituation gebildet. Die Dimensionen des zu versprachlichenden Wahrnehmungsraums für die Ereignisse bestehen aus zwei Angaben: der Zeitrelation und dem Referenzpunkt. Dadurch, dass das Tempus auf einen Referenzpunkt verweist, gewinnt es einen temporalen deiktischen Wert – eine Eigenschaft, die der Aspekt nicht besitzt.
Für die Charakterisierung der verschiedenen Tempusformen wurde die Relation zwischen der Sprechzeitpunkt S, punto de habla H und dem Referenzpunkt R, punto de referencia R gesetzt sowie diejenige zwischen dem Ereigniszeitpunkt E, punto del evento E und dem Referenzpunkt R.

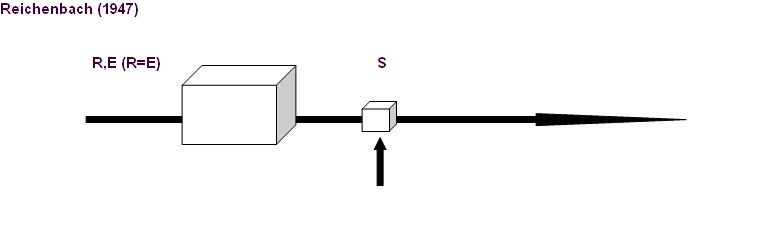
Zeitachse Vergangenheit, E,R-S (E = R < S). Dabei steht E für die zeitliche Zuordnung, wann das Ereignis stattfindet, und R für die Zeit, auf die man sich bezieht, z. B. gestern, ayer.

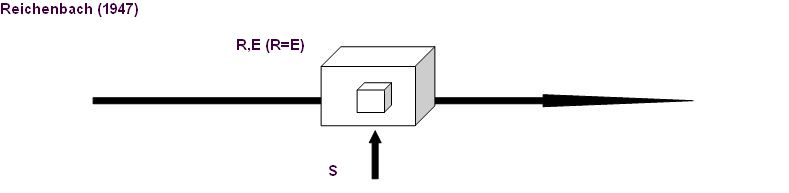
Zeitachse Gegenwärtigkeit, E,R,S (E=R=S)

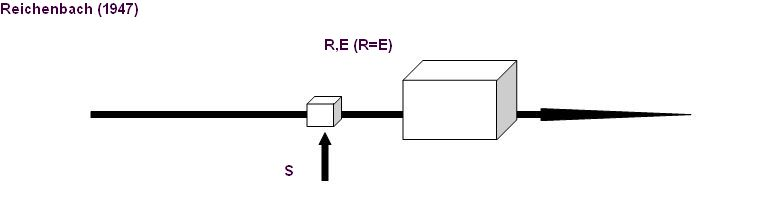
Zeitachse Zukünftigkeit, S-E,R (S < E = R)

In seinem von ihm ursprünglich formulierten Ansatz konnten aber nur temporale Relationen zwischen diesen drei Bezugspunkten beschrieben werden. Weiterentwicklungen seiner Theorie waren dann auch in der Lage, komplizierte Beschreibungen der Vergangenheitstempora, wie etwa die des Imperfekts, zu erklären.
Ein Sprecher versprachlicht oder berichtet in einer (interaktiven) Situation über ein Ereignis in dem Moment des Sprechens oder dem Sprechzeitpunkt S, über das referentielle „Jetzt“ oder den Bezugszeitpunkt (Referenzpunkt R).
Der Modus wiederum ermöglicht dem Sprechenden, seine subjektive Einstellung zu dem zu sagenden Sachverhalt darzulegen oder nach Jacob Wackernagel das Verhältnis der Tätigkeit zur Wirklichkeit zu beschreiben (vergleiche auch Mögliche Welt).
Als unmarkierter Modus gilt der
- Indikativ, modo indicativo. Er setzt die Handlung oder das Ereignis als wirklich an.

Die übrigen Modi sind:
- Subjunktiv, modo subjuntivo. Er setzt die Handlung als möglich an.
- Konditional, (modo) condicional. Er setzt die Handlung als bedingt an.
- Imperativ, modo imperativo. Er setzt die Handlung als befohlen an.

Die Modi geben die subjektive Einstellung, Bedingtheit, also Zusammenhänge zwischen Objekten und den Repräsentationen im menschlichen Bewusstsein sowie der Aufforderung wieder.
Mit der Kategorie des Aspekts wiederum werden im Spanischen das Gegensatzpaar pretérito imperfecto für das unabgeschlossene Ereignis und des pretérito perfecto (compuesto) bzw. pretérito indefinido für eine abgeschlossene Handlung bestimmt. Im Spanischen sind die Begriffe Tempus und Aspekt jedoch nicht so deutlich voneinander geschieden wie in den slawischen Sprachen. Dies liegt daran, dass die Aspektunterscheidung morphologisch nur in den Vergangenheitstempora ausgedrückt wird, dadurch fällt der Aspekt mit den Tempusbezeichnungen zusammen. Dennoch werden bei der Betrachtung des Aspektes nicht die „Zeitstufen“, also die Tempora in den Mittelpunkt gestellt, sondern die zeitliche Struktur von Handlungen, der „Zeitrichtungsbezug“. Für den Aspekt ist es entscheidend, welche Ausdehnung eine Handlung besitzt, ob sie abgeschlossen ist oder noch andauert und wie der Sprecher in diese Situation integriert ist. Folgt man den Reichenbach’schen Überlegungen, so läge ein perfektiver Aspekt vor, wenn die Referenzzeit R die Ereigniszeit E einschließt oder ihr nachgeschaltet ist. Wird die Referenzzeit R von der Ereigniszeit E inkludiert, spricht man von einem imperfektiven Aspekt.
Finden nun alle diese, das Verb verändernden Markierungen statt, so ist dieses Verb als begrenzt, als ein finites Verb, alle anderen Verbformen aber als unbegrenzte, infinite Verben, zu betrachten.

#### Presente oder Presente simple
Im Presente de indicativo stehen gegenwärtige Handlungen, es versprachlicht Ereignisse und Handlungen der Gegenwart oder beschreibt Zustände des unmittelbaren Augenblicks. Das spanische Präsens zählt zu den imperfektiven Aspekten, aspecto imperfectivo da die Aktion in dem ausgesagten Tatbestand gewissermaßen koexistend ist und man daher nicht genau auf die Abgeschlossenheit der Handlung schließen kann. Es können auch zukünftige Handlungen zum Ausdruck gebracht werden, presente por futuro wenn eine adverbiale Bestimmung dies deutlich macht.
```
Mañana 
es
 el cumpleaños de Juana.
 
Morgen ist der Geburtstag von Juana.
```

Weitere Gebrauchsformen des spanischen Präsens sind das Historische Präsens, presente histórico hier wird das Präsens in Erzählungen und im Berichten von Vergangenem genutzt.
```
El 15 de abril de 1912 
se hunde
 el Titanic.
 Am 15. April 1912 versinkt die Titanic.

El 31 de Octubre de 1517, Fray Martin Lutero 
clava
 sus noventa y cinco tesis contra la venta de indulgencias en la puerta de la iglesia de Todos los Santos de Wittenberg.
```

In der Terminologie von Hans Reichenbach wäre folgende Struktur gegeben: H , R , E (S=R=E), Sprechzeit, Referenzpunkt, Ereigniszeit. – Beispiel:
```
Los obreros de construcción necesitan descansar esta semana.
 
Die Bauarbeiter benötigen zu pausieren diese Woche.
```

Im obigen Beispiel fallen die Ereigniszeit E, die Referenzzeit oder der Referenzpunkt R und die Sprechzeit H oder S zusammen, indem der Sprecher versprachlicht was er in seiner Innenperspektive wahrnimmt und benennen kann.

##### „Atemporale Wertigkeit“ des Presente simple
Werden wissenschaftliche Fakten, lenguaje de la ciencia beschrieben, Naturphänomene versprachlicht oder auch fundamentale Sachverhalte wiedergegeben, verliert das Presente seine „temporale Wertigkeit“, es wird dann als gnomisches Präsens, presente gnómico benannt. – Beispiel:
```
La luna 
gira
 alrededor de la tierra aproximadamente una vez al mes.
 
Der Mond umrundet umzu die Erde ungefähr einmal im Monat.
```

Beschreibt man typische, sich wiederholende Ereignisse die immerzu stattfinden, nennt man dieses Präsens, ein Gewohnheitspräsens, presente habitual. – Beispiel:
```
En invierno 
nieva
 mucho.
 
Im Winter es schneit viel.
```

Ein historisches Präsens, presente histórico lässt etwa in Erzählungen von Vergangenem, diese zurückliegenden Ereignisse näher zum Leser herantreten. – Beispiel:
```
El 
pintor
 
fallece
 el 8 de abril de 1973 en Francia, a causa de un edema pulmonar.
 
Der Maler er stirbt am 8. April 1973 in Frankreich, durch ein Lungenödem.
[
101
]
```

#### Pretérito perfecto oder Pretérito perfecto compuesto
Das Pretérito perfecto de indicativo ist, im Gegensatz zum Indefinido und Imperfecto, ein periphrastisches Tempus, also ein Tempus, das sich aus einer Verbalperiphrase entwickelt hat. Verbalperiphrasen bestehen, aus einem Auxiliar- und einem Vollverb, zuweilen werden sie noch durch ein präpositionales Element verbunden.
Im Pretérito perfecto compuesto stehen Handlungen, die in der Vergangenheit begonnen haben, aber deren Zeitraum bis in die Gegenwart hineinreicht oder die Auswirkungen auf diese haben. Dennoch drückt das pretérito perfecto ähnlich dem pretérito indefinido den Aspekt der
„Abgeschlossenheit oder Vollendung“ einer Handlung aus. Beim pretérito perfecto besteht eine Nähe zur Gegenwart, beim pretérito indefinido aber eine Distanz.
Das Pretérito perfecto (compuesto) ist ein Tempus der Gegenwärtigkeit. Damit lässt sich nicht, wie im Deutschen mit dem Perfekt im Deutschen, über ein „früher“ sprechen, sondern vielmehr über ein „zuvor“. Mit dem Adverb „zuvor“ wird über eine Vorzeitigkeit, anterioridad referiert, also geschehene Handlungen die noch eine Beziehung zur Gegenwart oder besser zum Sprechzeitpunkt oder Äußerungszeit S aufweisen.
Die Referenzzeit R als der zeitliche Bezugsrahmen wird von der Gegenwärtigkeit gestellt und ist damit gleich der Äußerungszeit S (E > R = S); man findet ein abgeschlossenes Ereignis mit Bezug auf Gegenwart. Wenn man das Pretérito perfecto compuesto aus der Sicht der Terminologie des Philosophen Hans Reichenbach betrachtet, dann ist der Abstand zwischen der Sprechzeit S und der eigentlichen Ereigniszeit E in dieser Zeitform sprechzeitnah, im Gegensatz etwa zum Indefinido das als sprechzeitfern gilt. Mit anderen Worten, wird der vergangene Vorgang bis zum Sprechzeitpunkt realisiert und kann auch sprechzeitnachzeitig weiter realisiert werden. Reichenbach geht davon aus, dass man für die korrekte Behandlung von Tempora wenigstens diese drei zeitliche Parameter benötigt. Aspektuell sind es aber Handlungen oder Ereignisse, die im Zeitraum ihres Geschehens als abgeschlossene Handlungen aufzufassen sind. – Beispiel:
```
Perdón, no te he entendido. ¿Puedes hablar más despacio?
 
Verzeihung, ich habe dich nicht verstanden. Könntest du langsamer sprechen?
```

Dieses „In-die-Gegenwart-Hineinreichen“ wird vom Sprecher im Sinne des Wortes eines gewissen Auswirkens auf die Gegenwart interpretiert und kündigt dadurch bereits seine Subjektivität an, hängt es doch von der Meinung des Sprechers ab, ob die Aktion bis in die Gegenwart hineinwirken soll oder nicht. Wählt der Sprecher das Pretérito perfecto als Referenz für die Beschreibung einer Handlung oder eines Ereignisses in der Vergangenheit, beschreibt er das Geschehen nicht nur als eine Zeitspanne, sondern räumt auch eine gegenseitige Einflussnahme auf dieses Geschehen als solches ein. In der Terminologie von Hans Reichenbach wäre folgende Struktur gegeben: E – H . R (E < S = R), Ereigniszeit – Sprechzeit . Referenzpunkt.
Zur allgemeinen Orientierung lässt sich ein ungefähr vierundzwanzig Stunden zurückliegender Zeitpunkt angeben, wobei dieser oft durch spezifische temporale Marker oder Wörter expliziert werden kann.
Als solche ist diese Zeitform, in Funktion und Bildung, nahezu identisch mit dem englischen Present Perfect. Es ist eine zusammengesetzte Zeit, aber keine Erzählzeit, es ist also nicht möglich, eine Geschichte oder irgendeinen narrativen Text in diesem Tempus wiederzugeben. Im Spanischen wird die zusammengesetzte Vergangenheit mit dem Auxiliar, verbo auxiliar „haber“ ohne Kongruenz gebildet. Fehlende Kongruenz gilt ebenso in transitiven Konstruktionen mit vorangestelltem Objektklitikum.
Folgende Wörter oder Wortkombinationen weisen auf die Verwendung dieser Zeit hin (so etwa bei Schilderungen, die das Adverb bisher oder was bisher geschah einbeziehen): hoy, jamas, esta semana, nunca, ya, una vez, muchas veces, todavía no, en nuestro siglo, el año en curso, esta temporada, hogaňo, en mi vida, durante el siglo presente. So sind dies häufig Zeitbestimmungen, die die Vergangenheit in die Gegenwart einschließen können. Außerdem steht das Pretérito perfecto bei allen Temporalbestimmungen mit esta, este, esto oder bei den Adverbien, die eine direkte zeitliche Nähe zum Ausgesagten aufzeigen, wie hace poco, desde hace poco, últimamente, en los últimos tiempos.
In vielen Ländern Lateinamerikas wird das Perfecto vor allem in der gesprochenen Sprache kaum verwendet, sondern durch das Indefinido ersetzt. – Beispiel:
```
Compré una casa
 
Ich habe ein Haus gekauft.
```

#### Pretérito imperfecto
Im Pretérito imperfecto de indicativo stehen – wie im französischen Imparfait und im englischen Past Progressive – länger andauernde oder sich wiederholende Handlungen in der Vergangenheit, die nicht in der Vergangenheit abgeschlossen worden sind oder deren Ende in der Vergangenheit unbestimmt blieb, etwa había una vez …. es war einmal. Der Vorgang, die Handlung lief parallel zum Referenzpunkt des gesprochenen Wortes in der Vergangenheit ab. Es ist eine Parallelität im erweiterten Sinne einer Gleichzeitigkeitsbedeutung, womit der versprachlichte Vorgang vor- oder auch nachzeitig zum Referenzpunkt sein kann.
Es ist eine einfache Zeit, gehört also zu den formas simples.

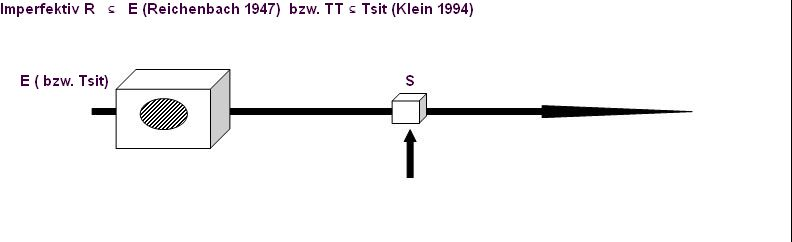
Darstellung nach H. Reichenbach (1947) bzw. W. Klein (1994) des Aspektes Imperfektiv: R ⊆ E, d. h. die Referenzzeit R ist in der Ereigniszeit E enthalten, die temporalen Beziehungen (Pretérito imperfecto) bilden sich dann E < R – S ab (Zeitraum).

Beim Imperfecto kann kein Referenzzeitpunkt R festgelegt werden und zum anderen bleiben Anfang und Ende der Ereigniszeit E bzw. Ereigniszeitraum unbestimmt, es findet seine Anwendung, wenn weder der Anfang noch das Ende einer Handlung oder eines Zustandes bezeichnet sind. Häufig in Verbindung mit ungenauen Zeitangaben, etwa dem Adverb entonces.
Das Imperfecto wird also immer dann genutzt, wenn man vergangene Ereignisse, Handlungen, Vorgänge, Zustände oder Tatbestände als nicht abgeschlossen, als Hintergrundschilderung ansehen möchte oder wenn über immer wieder stattfindende Geschehen in der Vergangenheit erzählt wird. Man betont hier also die Wiederholung (iterative Aktionsart) und Regelmäßigkeit (durative Aktionsart). Der Erzählende will von der Gegenwart, dem Betrachtungszeit- oder Fokuspunkt, aus eine Handlung oder ein Geschehen beschreiben, das in der Vergangenheit liegt. Er nimmt dies zu einem Zeitpunkt vor, als die Handlung stattfand, sie also noch nicht abgeschlossen war. Es ist für den die Handlung Betrachtenden deshalb nicht bekannt, ob das Geschehen, das in der Vergangenheit eingesetzt hat, noch andauert. Das Geschehen war also „nicht perfekt“, somit „imperfekt“. In der Terminologie von Hans Reichenbach wäre folgende Struktur für die temporale Zeitstufe gegeben: E < R – H, Ereigniszeit < Referenzpunkt – Sprechzeit. Für den Aspekt: Imperfektiv: R ⊆ E, d. h. die Referenzzeit R ist in der Ereigniszeit E enthalten.
Deshalb findet diese Zeitform ihre Anwendung bei gleichzeitig ablaufenden Ereignissen in der Vergangenheit oder wenn die laufenden Geschehen in der Vergangenheit durch eine neue Handlung unterbrochen werden. Auch für die Beschreibung von Situationen, Personen, Landschaften, Wetter oder Ähnlichem in der Vergangenheit kann das Pretérito imperfecto genutzt werden. Das Imperfecto dient zur Beschreibung von sich wiederholenden Handlungen, der Aufzählung von Ereignissen oder von Zuständen in der Vergangenheit, die länger andauerten oder gleichzeitig bestanden. Wird eine Szene, eine Rahmenhandlung, beschrieben, verwendet man das Imperfecto und ermöglicht damit dem Sprecher nähere, ausführlichere Erläuterungen und Ausführungen.
Folgende Wörter führen zu dieser Zeitform (Aspekt) hin: antes, a menudo, entonces, en aquel tiempo, con frecuencia, de vez en cuando, mientras, cada día, cada semana, cada vez que, siempre, porque, de joven, normalmente, generalmente, en esa época, poco a poco, todas las mañanas, casi nunca, frecuentemente. Sie bilden sozusagen den Hintergrund, während der Vordergrund im Indefinido beschrieben wird. Anzeichen für einen solchen, gleichzeitigen Gebrauch beider Zeiten geben folgende Wörter: una vez, de repente, enseguida. – Beispiele:
```
Cuando 
era
 joven, 
monté
 a caballo una vez
 
Als ich jung war, bin ich einmal geritten.

 
Era
 un rey permanentemente.
 
Ich war 
dauerhaft
 König.
```

zeigt eine durative Aktionsart an, während der Satz
```
Era
 un rey repetidamente.
 
Ich war 
immer wieder
 König.
```

die iterative Aktionsart des Imperfektes näher aufführt.
Vergangene Handlungen oder Tatbestände werden in ihrem Verlauf betrachtet und versprachlicht, dabei sind ihre Vollendung oder auch ihr Ergebnis nicht von Interesse.
```
Salía,
 cuando tú 
entrabas.
 
Ich 
ging,
 als Du 
kamst
 (ins Zimmer eintratst).
```

Da das Deutsche in der Verbmorphologie keine aspektuelle Unterscheidung kennt, müssen andere sprachliche Mittel verwendet werden, um die zeitliche Abfolge von Handlungen zu markieren. Im obigen Beispiel zeigt die Verwendung der temporalen Konjunktion als an, dass das Ereignis in der Vergangenheit nur einmal stattfand. Zugleich deutet die inchoative Aktionsart des Verbs eintreten darauf hin, dass die Handlung genau zu diesem Zeitpunkt (und nicht früher) stattfand.
Insgesamt beschreibt das Pretérito imperfecto ein Geschehen oder eine Handlung, die prozessual, losgelöst von Zeit und Verlauf in der Vergangenheit geschah. Es beschreibt permanente, ständige Handlungen, Tatbestände oder einen beständigen Vorgang in einer zurückliegenden Zeit, wobei entscheidend nicht die Dauer dieses Vorgangs ist, sondern dessen Nichtlokalisierbarkeit auf der Zeitachse.
```
Ese lago 
estaba
 situado al derecho del camino.
 
Der See 
lag
 rechts vom Weg.
```

Folgende Wörter führen zu dieser Zeit hin: antes, a menudo, entonces, en aquel tiempo, con frecuencia, de vez en cuando, mientras, cada día, cada semana, cada vez que, siempre, porque, de joven, normalmente, generalmente, en esa época, poco a poco, todas las mañanas.

#### Pretérito indefinido oder Pretérito perfecto simple
Das Pretérito indefinido de indicativo wird – wie im Französischen das Passé simple und im Italienischen das Passato remoto oder vergleichbar dem Englischen Simple Past – verwendet, wenn die Handlung in der Vergangenheit abgeschlossen ist.
Es beschreibt ein (längst) vergangenes, (weit) zurückliegend Ereignis oder bezieht sich auf einen vergangenen Zeitpunkt; also auf Ereignisse, die zu einem oder von einem bestimmten Zeitpunkt in der Vergangenheit an stattfanden. Aspektuell wird eine abgeschlossene Handlung ausgedrückt, welche in einem abgeschlossenen Zeitraum stattfand. In der Terminologie von Hans Reichenbach wäre folgende Struktur für die temporale Zeitstufe gegeben: E < R – H, Ereigniszeit < Referenzpunkt – Sprechzeit. Für den Aspekt: Perfektiv: E ⊆ R, d. h. die Ereigniszeit E ist in der Referenzzeit R enthalten.

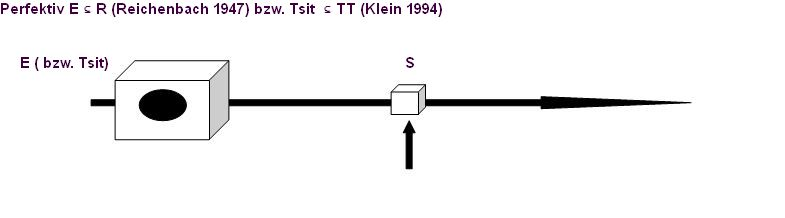
Darstellung nach H. Reichenbach (1947) bzw. W. Klein (1994) des Aspektes Perfektiv: E ⊆ R, d. h. die Ereigniszeit E ist in der Referenzzeit R enthalten, die temporalen Beziehungen (Pretérito indefinido oder Pretérito perfecto simple) bilden sich dann E < R – S ab (Zeitpunkt).

Wählt der Sprecher das Pretérito indefinido als Referenz für die Beschreibung einer Handlung oder eines Ereignisses in der Vergangenheit, so definiert er das Geschehen oder Ereignis als von einem Zeitpunkt ab und impliziert, dass es kaum Möglichkeiten der Einflussnahme darauf gibt. Es ist die Zeit, die für Erzählungen, Berichte und Schilderungen verwendet wird. Es ist eine einfache Zeit und verweist meistens auf definitive Zeitpunktangaben in der Vergangenheit.
Folgende Wörter weisen auf dieses Zeitgeschehen hin: ayer, anteayer, el año pasado, anoche, la semana pasada, el martes pasado, de repente, de … a, desde … hasta, después, el martes de la semana pasada, en …, de pronto, hace tres días, hace catorce días.
Frage nach dem Indefinido: ¿Qué pasó? oder Was passierte? Was geschah dann?
Frage nach dem Imperfecto: ¿Cómo era? oder Wie war es? Was war schon?
Manche Verben haben, je nachdem, ob sie im Imperfecto oder Indefinido stehen, eine andere deutsche Übersetzung. So wird conocer kennen im Imperfecto zu le conocía ich kannte ihn (über einen längeren Zeitraum), während le conocí zur vergangenen einmaligen Aktion ich habe ihn kennen gelernt wird.
| Verben Infinitiv | deutsche Übersetzung | Pretérito imperfecto (Verlauf der Handlung) | deutsche Übertragung                              | Pretérito indefinido (Eintritt der Handlung) | deutsche Übertragung                  |
| tener            | haben                | tenía                                       | ich hatte (wie immer) gehabt                      | tuve                                         | ich bekam (augenblicklich, im Moment) |
| saber            | wissen               | sabía                                       | ich wusste schon                                  | supe                                         | ich erfuhr (plötzlich)                |
| conocer          | kennen               | conocía                                     | ich kannte schon                                  | conocí                                       | ich lernte (augenblicklich) kennen    |
| ir               | gehen                | iba                                         | ich war wie immer unterwegs, ich ging wie gewohnt | fui                                          | ich fuhr, ging (augenblicklich)       |

Das Indefinido nimmt seinen Betrachtungszeitpunkt ebenfalls von der Gegenwart aus ein. Aber das betrachtete Geschehen fand des Öfteren statt, oder aber es dauerte länger, so dass man keinen Zeitpunkt, sondern einen Zeitraum beschreibt. Da der Zeitpunkt des Geschehens nicht genau definierbar ist, heißt es „indefinido“ unbestimmt. Der Sprecher nutzt das Indefinido, um das (singuläre) Ereignis oder Geschehen zu beschreiben, ohne aber zu versuchen, den Rahmen einer Situation genauer zu beschreiben oder einen ausführenden Kontext zu dem, was (singulär) beschrieben wird, sprachlich auszudrücken. – Beispiel:
- Llegué a las seis de la mañana, tomé una ducha y me fui a la cama. Ich kam im Moment um sechs Uhr morgens an, nahm eine Dusche und ging ins Bett.
- El mes pasado fuimos al teatro. Im vergangenen Monat waren wir im Theater.

##### Aspekt im Spanischen
Der Aspekt, aspecto, beschreibt die Haltung, actitud temporal, oder besser die Blickrichtung des Sprechers zur zeitlichen Struktur von Handlungen oder Ereignissen.
Während man mit dem Tempus eine durch das Verb charakterisierte Handlung, ein Ereignis oder einen Zustand einer Situation erfasst, die sich relativ zum Sprechzeitpunkt S (punto de habla (H), Sprechzeit) darstellt, dient der Aspekt gewissermaßen als Überbegriff für zwei unterschiedliche Bereiche, die man meist auch mit den Begriffen des grammatischen oder lexikalischen Aspekt beschreibt.
Einige Beispiele dargestellt an der 3. Person des Verbs salir. Das Indefinido und Imperfecto unterscheiden sich nicht durch die kodierten Zeitrelationen, sondern durch das vorhandene oder fehlende Merkmal der Perfektivität:
- E-R-S(H) (E < R < S) Pretérito pluscuamperfecto, Beispiel: había salido[A 38]
- E,R-S(H) (E = R < S) Pretérito perfecto simple oder Pretérito indefinido, Beispiel: salió[111]
- E,R-S(H) (E = R < S) Pretérito imperfecto, Beispiel salía[112]
- E-R,S(H) (E < R = S) Pretérito perfecto compuesto, Beispiel: ha salido[113]
- S(H),R,E (E = S = R) Presente, Beispiel: sale[114]
- S(H)-E,R (S < E = R) Futuro simple, Beispiel: saldrá[115]
- S(H)-E-R (S < E < R) Futuro perfecto, Beispiel: habrá salido[116]

Also während mit dem Tempus eine Zeitstufe oder Situierung des Ereignisses auf der Zeitachse erfolgt, bezieht sich der Aspekt nicht auf den Zeitpunkt des Vorgangs, Ereignisses oder der Handlung relativ zum Moment der Aussage (Vergangenheit, Gegenwart, Zukunft), sondern auf die Art und Weise, wie dieser Vorgang zu betrachten ist.
Nach Becker (2010) ist eine mögliche Unterscheidung beider Aspekte durch die Beschreibung „⊆“ gegeben, dieses Zeichen steht dabei für die Relation des Enthaltenseins.
- Pretérito indefinido: Perfektiv: E ⊆ R, d. h. die Ereigniszeit E ist in der Referenzzeit R enthalten.
- Pretérito imperfecto: Imperfektiv: R ⊆ E, d. h. die Referenzzeit R ist in der Ereigniszeit E enthalten.

Somit wird der imperfektive oder unvollendete Aspekt durch Folgendes ausgedrückt:
- eine durative Handlung, deren Dauer ohne Rücksicht auf einen Anfang oder ein Ende bezeichnet wird;[A 39]
- eine iterative Handlung, die sich ohne Rücksicht auf ein Anfang oder ein Ende des jeweiligen Handlungsabschnitts wiederholt;
- eine inchoative Handlung, die eine Dauer mit dem Blick auf den Beginn anzeigt;
- eine habituative Handlung, die gewöhnlich, also gewohnheitsmäßig stattfindet;
- eine konative Handlung, die einen Versuch zu einer Handlung bezeichnet.
- die imperfektiven Verbformen machen Aussagen über Zustände oder den Ablauf von Handlungen. – Beispiel:

```
Pedro fumaba habanos fuertes
 
Pedro rauchte starke Zigarren.
 Wann und Wie lange? Unbestimmt. Bekannt: seit einem Zeitpunkt. Anzunehmen: für gewöhnlich.
```

Beim perfektiven Aspekt wird eine Handlung als Ganzes, als abgeschlossen oder als vollendet betrachtet. Es zeigt sich Folgendes:
- die Handlung ist punktuell, im Hinblick auf ein einmaliges Ereignis;
- die Handlung ist ingressiv, im Hinblick auf den Beginn der Handlung;
- die Handlung ist resultativ, im Hinblick auf das Ende der Handlung;
- die perfektiven Verbformen machen Aussagen über das Stattfinden von Ereignissen, Handlungen. – Beispiel:

```
Pedro fumó habanos fuertes
 
Pedro rauchte (im damaligen Moment) starke Zigarren.
```

Wann? Bekannt: zu einem bestimmten Zeitpunkt in der Vergangenheit. Wie lange? Anzunehmen: für einen Moment in der Vergangenheit.
Vergleicht man von den romanischen die spanische, die französische und die italienische Sprache, so lässt sich eine Kategorie des Aspekts nur bei den Vergangenheitstempora aufzeigen. Anders formuliert ist der Aspekt häufig auf den Vergangenheitsbezug beschränkt. Sie zeigen sich durch die Gegensatzpaare von Pretérito imperfecto vs. Pretérito indefinido oder Pretérito perfecto simple im Spanischen, von Imparfait vs. Passé simple im Französischen und von Imperfetto vs. Passato remoto im Italienischen. Entscheidend ist nun, dass mit den Vergangenheitsformen eigentlich keine unterschiedlichen Zeitstufen ihren Ausdruck finden, sondern dass unterschiedliche Sichtweisen über eine vergangene Handlung oder ein Ereignis (Ereigniszeit E, punto de evento (E)) festgelegt werden.
Der grammatische Aspekt bezieht sich auf die Verwendung bestimmter Verbformen, durch die in der Sprechsituation die verschiedenen zeitlichen Perspektiven dargestellt werden können. Wichtig, aber auch schwierig ist für den deutschen Muttersprachler die Differenzierung zwischen imperfektivem und perfektivem Aspekt, mit anderen Worten die Darstellung einer Handlung als ein abgeschlossenes Ganzes oder als eine sich im Verlauf befindliche Handlung. Imperfektiv ist der Aspekt dann, wenn die durch das Verb bezeichnete Handlung innerhalb der Referenzzeit nicht abgeschlossen wird, und perfektiv, wenn innerhalb der Referenzzeit das Ereignis abgeschlossen wird.
Das Spanische differenziert hierbei auf der Ebene der Vorzeitigkeit, anterioridad, etwa durch die Gegensatzpaare Pretérito perfecto und Pretérito imperfecto. Der lexikalische Aspekt betrifft die interne zeitliche Struktur einer versprachlichten Handlung oder eines versprachlichten Ereignisses. Hier stellt sich dem Sprecher die Frage, ob eine Situation eine zeitliche Ausdehnung hat. – Beispiele:
```
Mario se durmió
 
Mario schlief ein;
 oder aber
 
Mario durmió
 
Mario schlief
```

oder ob die Handlung über einen Endpunkt verfügt. – Beispiel:
```
Mario construye una casa
 
Mario baut ein Haus;
 oder eben
 
Mario construye casas
 
Mario baut Häuser.
```

Ferner ist für den Sprecher die Frage zu beantworten, ob grundsätzlich überhaupt etwas geschieht. – Beispiel:
```
Mario conoce el camino
 
Mario kennt den Weg;
 oder
 
Mario empuja el carrito
 
Mario schiebt den Wagen.
```

Mit den Perífrasis verbales kann im Spanischen der Aspekt der Handlung mit verbalen Umschreibungen charakterisiert werden. Die Darstellung des Aspekts erfolgt also auf lexikalischer Ebene. Diese Konstruktionen, bestehend aus Verben der Bewegung, treten in Beziehung zu den infiniten Verbformen, dem Infinitiv, Partizip oder Gerundium, die dadurch ihre ursprüngliche Bedeutung verlieren und die Funktion eines Modalverbs annehmen.
Grundsätzlich ist im Spanischen entscheidend, ob die Handlung oder das Ereignis, ob die Zeitspanne oder der Zeitraum noch eine Beziehung zur Gegenwart des Erzählenden haben oder ob sie abgeschlossen sind. Das Deutsche kennt hierfür prinzipiell zwei temporale Adverbien: vor für den abgeschlossenen Zustand, spanisch hace, und seit für den Zustand des Noch-Geltens, spanisch desde hace, desde, hace … que. Für einen Handlungsbeginn in der Vergangenheit wird im Spanischen das Pretérito indefinido oder das Pretérito imperfecto eingesetzt, das dazu passende Adverb heißt hace.
Hat nun das Ereignis seinen Beginn in der Vergangenheit, wirkt es aber bis in die Gegenwart hinein, wird im Spanischen eine Gegenwartszeit, das Pretérito perfecto verwendet. Das dazugehörige den Zeitraum bestimmende Wort ist desde von einem Zeitpunkt aus. Ähnlich verhält es sich mit der Betrachtung im Zeitraum zurück, entweder mit desde hace oder hace … que.
|                                                                            | Mit Zeitpunkt | Bevorzugte Tempora                   | Mit Zeitraum | Bevorzugte Tempora                         |
| -------------------------------------------------------------------------- | --- | ------------------------------------ | --- | ------------------------------------------ |
| seit (Handlung ist nicht abgeschlossen, gilt noch immer, also imperfektiv) | desde oder a partir de Zeitspanne nach einem Zeitpunkt. Anterospektiv (seit + Zeitpunkt).                                                                               | Pretérito perfecto compuesto         | desde hace Zeitspanne von damals an bis jetzt (anterospektiv). – hace … que Zeitspanne von jetzt zu einem Zeitpunkt zurück (retrospektiv, seit + Zeitraum). | Pretérito perfecto compuesto, Presente     |
| Beispielsätze                                                              | Desde entonces no lo he vuelto a ver Seit damals habe ich ihn nicht mehr gesehen. – A partir de enero ha vivido en Barcelona Von Januar an hat sie in Barcelona gelebt. |                                      | Vivimos en Chile desde hace dos años Wir leben in Chile seit zwei Jahren (anterospektiv). – Hace un año que estudio filosofia Seit einem Jahr studiere ich Philosophie (retrospektiv).                                                                                            |                                            |
| vor; bevor (Handlung ist abgeschlossen, also perfektiv)                    | antes de Zeitspanne mit Bezug auf ein anderes Ereignis. Zwei Ereignisse stehen in Wechselwirkung (vor + Zeitpunkt).                                                     | Pretérito indefinido oder imperfecto | hace Zeitspanne von jetzt an. Retrospektiv (vor jetzt + Zeitraum) oder anterospektiv (nach damals + Zeitraum) | Pretérito indefinido, Pretérito imperfecto |
| Beispielsätze                                                              | Siempre voy a comer antes de las siete Ich esse immer vor sieben Uhr.                                                                                                   |                                      | Compré la casa hace una semana Ich kaufte das Haus vor einer Woche. – Estudié filosofia hace un año Seit einem Jahr studierte ich Philosophie (anterospektiv, perfektiv). – Hace un año que estudié filosofia Vor einem Jahr studierte ich Philosophie (retrospektiv, perfektiv). |                                            |

Im Pretérito indefinido stehen einmalige, perfektiv punktuelle Handlungen in der Vergangenheit (siehe hierzu Aorist und Aktionsart). Es hat im Deutschen keine Entsprechung und wird bei einer Übersetzung mit dem Präteritum wiedergegeben. Erst anhand einer Zeitbestimmung innerhalb des Satzes lässt sich ersehen, welche Form gewählt wurde; es gibt also klare Regeln hinsichtlich der unterschiedlichen Verwendung dieser Zeiten. Die Haltung des Sprechers, der Betrachtungszeitpunkt zu den exakten zeitlichen Strukturen nennt man Aspekt bzw. Aktionsart von Handlungen oder Ereignissen und bestimmt damit den imperfektiven oder perfektiven Aspekt.
Vergleicht man das Pretérito indefinido mit dem Pretérito imperfecto, so zeigt sich, dass beide Zeiten die Aspekte entweder als abgeschlossene Handlungen oder Ereignisse in der Vergangenheit ausdrücken oder nicht. Anders gesagt, es sind Formen, die die Perfektivität in der Vergangenheit oder die Imperfektivität in der Vergangenheit auszudrücken in der Lage sind.
Für Geschehen und Vorgänge, die einmal passierten – dabei ist der Zeitpunkt für den Sprecher abgeschlossen und idealerweise bestimmbar, aber zeitlich nicht deutlich begrenzt –, oder bei Geschehnissen, die auch mehr als einmal stattgefunden haben, aber ebenfalls als abgeschlossen anzusehen sind, wird das Pretérito imperfecto eingesetzt. Im Imperfecto werden Zustände erzählt (z. B. Panoramabeschreibungen, Wettererscheinungen, Landschaften, Eigenschaften von Gegenständen, aber auch Personen) und Situationsschilderungen sowie Hintergrundsbeschreibungen geliefert. Sollte zu einer neuen Handlung in der Vergangenheit die bereits laufende Handlung oder ein weiteres parallel verlaufendes Ereignis hinzutreten, wird auch diese Zeitform gewählt. Aber wenn eine Handlung oder Ereignis, das im Gange war, von einem anderen einsetzenden Handlung tangiert wird, steht die einsetzende Handlung im Indefinido. Das noch andauernde Ereignis steht weiterhin im Imperfecto. – Beispiel:
```
María 
hacía
 un jersey de punto cuando 
llegué
 a casa
 
Maria strickte einen Pullover, als ich nach Hause kam.
```

Im Spanischen findet der Aspekt seinen isolierten Ausdruck in dem Gegensatzpaar Pretérito indefinido versus Pretérito imperfecto, dabei fällt morphologisch das Tempusmorphem mit dem Aspektmorphem zusammen. Das Indefinido bezeichnet ein Ereignis oder eine Handlung, die in der Vergangenheit beendet wurde (perfektiver Aspekt). Dem Imperfecto hingegen fehlt diese Bestimmung (imperfektiver Aspekt), hier vermag das Ereignis- oder Handlungsende offenbleiben.
Relativ zum Ereignisende des Fertigstellens eines Pullovers (hacía) sind das Ankommen nach Hause (llegué) und seine Implikationen nicht beendet. – Beispiel:
```
Cuando 
llegué,
 mi esposa ya se 
había ido
 
Als ich ankam, war meine Ehefrau schon weg.
```

Das Verb llegar steht in der Zeitform des Indefinido llegué, der Fortgang der Handlung dann im Imperfecto había ido. Hinsichtlich des Aspektes beschreibt das Verb llegué im Indefinido ein beendetes Ereignis (perfektiver Aspekt), mit había ido dem Imperfecto hingegen bleibt die Bestimmung (imperfektiver Aspekt) offen.
Die „Zeitmarker“ für die Verwendung des Pretérito indefinido oder des Perfecto simple sind die folgenden Wörter: ayer, anteayer, el lunes, el martes, hace un año, el otro día, ese/aquel día, el domingo, hace un rato, la semana pasada, el mes pasado, el año pasado. Also bei allen Temporalbestimmungen mit pasado bzw. pasada wird das Indefinido verwendet. – Beispiel:
```
Ayer María se 
compró
 un coche
 
Gestern kaufte sich Maria einen Wagen.
```

Das Indefinido sowie das Imperfecto können in einem Text aus stilistischer Sicht miteinander kombiniert werden. So steht dabei der Handlungshintergrund, die Rahmenhandlung im Imperfecto. Die die Zeitfom einleitenden Wörter hierzu, etwa mientras, porque, siempre, stehen dann vor einem im Imperfekt konjugierten Verb, während Wörter wie enseguida, luego, un día, de repente die Veränderung im Ereignisverlauf der Erzählung einleiten, um dann an dieser Stelle mit einem Verb im Indefinido fortzufahren.
Werden keine Zeitangaben in einem sich versprachlichendem Satz benutzt oder aber lässt sich aus dem Kontext eine solche nicht erschließen, wird das Pretérito perfecto genutzt, vor allem dann, wenn die Handlung oder das Ereignis zum Sprecher als noch relativ nah in Bezug auf die Gegenwart empfunden wird. Liegt aber die Handlung oder das Ereignis, über das gesprochen wird, schon längst oder länger zurück oder ist es für den Sprecher schon Teil einer ferneren Vergangenheit, nutzt man das Indefinido. Wenn nun aber über zwei oder mehrere Geschehen erzählt wird, die sich zur gleichen Zeit in einer Vergangenheit abspielten, wird das Imperfecto verwendet, um das noch andauernde Ereignis, die Rahmenhandlung, zu beschreiben, während man das Indefinido für jede neu eintretende Handlung verwendet. Anders gesagt, beginnt ein Erzähler im Indefinido. so wird der Inhalt seines Erzählten meist nicht weiter ausgeführt, anders beim einleitenden Imperfecto. hier folgen häufig ausführlichere Erläuterungen zum Gegenstand seines Gesagten.
Also: Bei abgeschlossenen Situationen oder Handlungen in der Vergangenheit, wobei die Häufigkeit keine Rolle spielt, oder auch bei nacheinander ablaufenden Handlungen in der Vergangenheit wird das Pretérito indefinido eingesetzt. Es stellt eine typische Zeit zum Erzählen, das tiempo narrativo, dar. – Beispiel:
```
Nuestro amigo 
salía
 de su casa, cuando le 
asaltaron
 unos ladrones.
 
Unser Freund verließ sein Haus, als ihn Räuber überfielen.
[
132
]
 Dabei steht das Verb „salir“ im 
Imperfecto
 und das Verb „asaltar“ im 
Indefinido.
```

#### Pretérito anterior
Im Pretérito anterior de indicativo wird eine Handlung bezeichnet, die unmittelbar vor dem Einsetzen einer anderen Handlung oder eines anderen Ereignisses zum Abschluss kam. Bei mehr als zwei aufeinander folgenden Handlungen steht das berichtete Geschehen nicht mehr im Pretérito anterior, sondern alle Handlungen werden in das Pretérito indefinido gesetzt. Es ist eine zusammengesetzte Zeit, eine forma compuesta.
Diese Vergangenheitsform wird zumeist nur noch in der literarischen Sprache verwendet. Vielfach wird sie in der Umgangssprache durch das Pretérito pluscuamperfecto ersetzt. Hier fehlt aber die Unmittelbarkeit der aufeinanderfolgenden Ereignisse.
Folgende Wörter leiten häufig das Pretérito anterior ein: apenas, así que, cuando, en cuanto, luego que, no bien, tan pronto como und una vez que. – Beispiel:
```
Después de que la médica de urgencia 
hubo llegado
 al lugar del hecho, llegó la ambulancia
 
Nachdem die Notärztin 
(unmittelbar zuvor)
 am Tatort eingetroffen war, kam der Rettungswagen.
```

Archaisierend ist eine durch que getrennte Form ohne einleitende Konjunktion, beginnend mit dem Partizip:
```
Llegado que hubieron los invitados …
 
Sobald die Gäste eingetroffen waren …
```

#### Pretérito pluscuamperfecto
Im Pretérito pluscuamperfecto de indicativo stehen Handlungen, die gegenüber der sonst verwendeten Vergangenheit vorzeitig sind. Es ist eine zusammengesetzte Zeit. Gebildet wird das Pluscuamperfecto aus dem Pretérito imperfecto de indicativo des Verbs „haber“ und dem Participio pasado o perfecto; dabei endet das Partizip immer auf „-o“ unabhängig vom Numerus und Genus des Subjekts (siehe Kongruenz).
Mit dieser Zeit wird aus aspektueller Sicht einer abgeschlossenen Handlung, die zu einem bestimmten Zeitpunkt in der Vergangenheit geschah, Ausdruck gegeben. In der Terminologie von Hans Reichenbach wäre folgende Struktur gegeben: E – R – H (E < R < S), Ereigniszeit – Referenzpunkt – Sprechzeit.
```
Me 
había escrito
 (
E
) unas cartas indiscretas.
 
Mir sie hatte geschrieben einige Briefe indiskrete.
```

```
Me 
había escrito
 (
E
) unas cartas indiscretas cuando 
el conde abrió
 (R) la puerta.
 
Mir sie hatte geschrieben einige Briefe indiskrete, als der Graf öffnete die Tür.
```

Das Schreiben der „indiskreten Briefe“ (E) lag vor dem „Jetzt“ (R) des erzählten Textes, der wiederum vor dem Augenblick liegt, in dem der „Satz geäußert wird“ (S).
Der Satz wird in seiner temporal-aspektuellen Einordnung deutlicher wenn man die Szene und ihre Protagonisten verdeutlicht und benennt. Wieder lag das Schreiben der „indiskreten Briefe“ (E) vor dem Moment, in dem der „Satz geäußert wird“ (S) zusätzlich wird der Bezugs-, Referenzzeitpunkt (R) als in der Vergangenheit „verortet“ und liegt nun klarer zwischen E und S.
Hier liegen die Referenzzeitpunkte (R) in der Vergangenheit:
```
Me avisó (
R
) cuando había llegado (
E
).
 
Mir er/sie sagte Bescheid, wenn er/sie angekommen war.

Me avisó (
R
) cuando llegaba. (
E
).
 
Mir sie/er sagte Bescheid, wenn sie/er ankam.
```

Wobei im ersten Beispielsatz die Handlung, das Ereignis (E) „er/sie angekommen war“ zu einem bestimmten Zeitpunkt in der Vergangenheit geschah, der Referenzpunkt (R) „sie/er sagte Bescheid“ dann folgt und so vor der Sprechzeit (S) liegt.
Sie ist die Zeitform, die am weitesten von der Gegenwart entfernt ist, und steht auf dem Zeitstrahl ganz links außen. Sie bringt zum Ausdruck, dass vorher noch etwas geschehen ist. Diese Zeit erfasst Handlungen oder Ereignisse vor einer anderen oder vor anderen in der Vergangenheit. – Beispiel:
```
Había terminado
 mi operación quirúrgica cuando mi asistente entró.
 
Ich hatte
 (rückblickend) 
meinen chirurgischen Eingriff beendet, als mein Assistent hereinkam.
```

Während das Pretérito pluscuamperfecto die mittelbare Vorzeitigkeit ausdrückt, zeigt das Pretérito anterior im Unterschied die unmittelbare Vorzeitigkeit. Das Pretérito pluscuamperfecto beschreibt ein abgeschlossenes Geschehen aus einem Betrachtungszeitpunkt, der in der Vergangenheit liegt (mittelbare Vorzeitigkeit) und versprachlicht im Allgemeinen ein Ereignis in der Vergangenheit, welches darauffolgend geschieht. Beispiel für die Verbindung mit dem Pretérito indefinido oder Pretérito perfecto simple. – Beispiel:
```
Cuando 
llegó
 María al final, ya 
habíamos salido.
```

Beispiel für die Verbindung mit dem Pretérito imperfecto.
```
Ella 
había escrito
 el diario cuando 
era
 joven.
```

#### Pretérito próximo
Ähnlich der Bildung des futuro próximo, mit „ir + a + infinitivo“, kann im Spanischen auch ein pretérito próximo, mit „acabo de + infinitivo“, also einer nahen Vergangenheit, durch eine Verbalperiphrase gebildet werden. Das pretérito próximo meint eine der Gegenwärtigkeit unmittelbar vorausgehende Vergangenheit. – Beispiel:
```
Acabo de comer.
 
Ich bin gerade fertig mit Essen.

Juana acaba de conversar con mi empleada de hogar.
 
Juana ist gerade fertig mit dem Unterhalten mit meiner Haushaltshilfe.
```

Eine weitere Ausdrucksmöglichkeit, die die Sinnhaftigkeit des unmittelbar vorausgegangenen Geschehens erfasst, läge im Gebrauch des imperfectos. – Beispiele:
```
Acabo de
 leer tu carta.
 Ich habe gerade deinen Brief gelesen. Pretérito próximo

Acababa
 de leer tu carta.
 Ich las gerade deinen Brief. 
Pretérito imperfecto de indicativo
```

Würde anstelle dieser beiden Varianten hingegen der indefinido genutzt werden, würde sich ein anderer Sinn einstellen.
```
Acabé
 de leer tu carta.
 
Ich las deinen Brief bis zum Schluss.
```

#### Futuro próximo
Beim Futuro próximo de indicativo oder Futuro compuesto oder auch dem periphrastischen Futur, futuro perifrastico wird vermittels des Verbs ir, das in der gebildeten Konstruktion die Funktion eines Hilfsverbs einnimmt, und der Präposition a sowie dem Infinitiv des zu verwendenden Verbs unmittelbare, in naher Zukunft oder als geplante Zukunft stattfindende Handlungen beschrieben.
Damit bildet das periphrastische Futur eine gegenwartsnahe Zukünftigkeit ab. Oft wird er in der gesprochenen Alltagssprache fast gänzlich ohne Unterschied zum eigentlichen futuro einsetzt. Die mit dem futuro mögliche Bezeichnung über eine Vermutung entfällt beim futuro próximo. – Beispiel:
```
¿Dónde está Juana? Estará en el cuarto de baño.
 Wo ist Juana? Sie wird sein im Badezimmer. Futuro próximo de indicativo
```

Diese Konstruktion ähnelt der englischen Zukunftsform, dem going-to-Future. presente de ir + infinitivo. – Beispiele:
```
Mañana, voy a trabajar
 
Morgen arbeite ich.
 Mit dieser Formulierung wird eine sehr hohe Wahrscheinlichkeit für das Eintreten des Ereignisses ausgedrückt.
```

Im Vergleich dazu das Futuro simple. – Beispiele:
```
Mañana trabajaré
 
Morgen werde ich arbeiten.

 
Hoy 
voy a
 ir al teatro
 
Heute werde ich ins Theater gehen./Heute gehe ich ins Theater.
```

Mit dieser Aussage wird eine geringere Inzidenz bezüglich des Eintretens des Ereignisses angekündigt.

#### Futuro simple
Das Futuro simple de indicativo drückt Zukunft aus. Es ist eine einfache Zeit. Sie steht für ein unabwendbares Ereignis, ein zukünftiges Geschehen, welches nicht von der persönlichen Entscheidung abhängt. In der Umgangssprache wird es häufig durch das Futuro compuesto ersetzt, das durch eine Form von ir + die Präposition a + Infinitiv gebildet wird. In der Terminologie von Hans Reichenbach wäre folgende Struktur gegeben: H – R . E, Sprechzeit – Referenzpunkt . Ereigniszeit. – Beispiele:
```
El Señor os dará su espíritu santo.
 
Der Herr euch wird geben seinen 
Heiligen Geist
.

 
Voy a viajar a Cuba
 
Ich bin im Begriff nach Kuba reisen.
 
Futuro compuesto o próximo

 
Viajaré a Madrid en octubre.
 
Ich werde nach Madrid im Oktober reisen.
 
Futuro simple
```

Frage nach dem Futur. – Beispiel:
```
 ¿Qué va a pasar? Oder: Was wird passieren?
```

#### Futuro perfecto
Im Futuro perfecto de indicativo stehen Handlungen, die in der Zukunft bereits Vergangenheit sein werden. Es ist eine zusammengesetzte Zeit.
Das Futuro Perfecto beschreibt Handlungen oder Tatbestände in der Zukunft, die vor einer anderen Handlung in der Zukunft stattgefunden haben werden.
```
Los tres habrán vuelto de 
Murcia
 para la próxima semana.
 
Die drei werden vor nächster Woche aus Murcia zurückgekommen sein.

 
Los malos espíritus habrán tenido un accidente.
 
Die bösen Geister werden einen Unfall gehabt haben.
```

In der Terminologie Hans Reichenbachs wäre folgende Struktur gegeben: H – E – R, Sprechzeit – Ereigniszeit – Referenzpunkt oder H . E – R, Sprechzeit . Ereigniszeit – Referenzpunkt bzw. E – H – R, Ereigniszeit – Sprechzeit – Referenzpunkt.

#### Condicional
Der Condicional entspricht dem deutschen Konditional (Konjunktiv II). Damit werden irreale Sachverhalte ausgedrückt bzw. Bedingungssätze gebildet. Der Condicional I oder Condicional simple de indicativo bezieht sich auf die Gegenwart, der Condicional II oder Condicional perfecto (compuesto) de indicativo auf die Vergangenheit. Der Condicional simple ist eine einfache und der Condicional perfecto eine zusammengesetzte Zeit.
In der Terminologie Hans Reichenbachs wäre folgende Struktur gegeben: R – E – H, Referenzpunkt – Ereigniszeit – Sprechzeit oder R – H – E, Referenzpunkt – Sprechzeit – Ereigniszeit.

#### Subjuntivo
Der Modus des Subjuntivo (Modo subjuntivo) hat im Deutschen keine Entsprechung. Der Subjuntivo findet sich selten in Hauptsätzen, in den meisten Fällen wird er in Nebensätzen verwendet. In der Alltagssprache kann aus der Reihe der für den Subjunktiv prädestinierten Verben der subjuntivo häufig dadurch vermieden werden, indem man einen Infinitiv statt eines Nebensatzes plus que folgen lässt. Voraussetzung hierfür aber ist, dass Haupt- und Nebensatz dasselbe Subjekt haben. - Beispiele:
```
Prefiero que com
a
 en casa.
 wörtlich 
Ich bevorzuge, dass ich esse im Haus.
 
Ich bevorzuge, dass ich im Haus esse.

 
Prefiero comer en casa.
 
Ich bevorzuge es, zu Hause zu essen.
 Es besteht für bevorzugen und essen dasselbe Subjekt.
 
Prefiero que tú comas en casa.
 
Ich bevorzuge es, dass du issest zu Hause.
 Hier sind die Subjekte in Haupt- und Nebensatz verschieden, deshalb ist der Subjuntivo zwingend.
[
138
]
```

- - Das Presente de subjuntivo wird in Wunschsätzen verwendet (hier wird es im Deutschen mit Konjunktiv I wiedergegeben), vor allem aber in bestimmten Nebensätzen, für die das einleitende Verb es fordert (bei Gleichzeitigkeit und Nachzeitigkeit).
  - Das Perfecto de subjuntivo nimmt man bei Vorzeitigkeit oder Gleichzeitigkeit,
  - das Imperfecto de subjuntivo bei Gleichzeitigkeit und Nachzeitigkeit.
  - Pluscuamperfecto de subjuntivo (bei Vorzeitigkeit) wird wie das Presente und das Perfecto subjuntivo benutzt, bezieht sich jedoch auf die Vergangenheit. Für diese Zeiten existieren zwei Formen (Endungen), die gleichberechtigt und bedeutungsgleich verwendet werden.
  - Das Futuro imperfecto de subjuntivo o simple de subjuntivo wird in der gesprochenen Sprache kaum noch verwendet und ist im Aussterben begriffen. Mit dieser Konstruktion werden unvollendete, aber hypothetisch mögliche, im Allgemeinen auf die Zukunft bezogene Handlungen und Ereignisse in Konditional-, Temporal-, Relativ- oder Adverbialsätzen beschrieben.
  - Das Futuro perfecto de subjuntivo wird noch seltener genutzt, die Anwendungsregeln der imperfekten Form gelten auch bei ihm, nur dass es sich auf eine vollendete Handlung bezieht.[139]

Beim Pretérito indefinido und beim Pretérito anterior gibt es keine Formen für den Subjuntivo.

### Zusammenfassung
Der Modus bezieht sich auf die Sichtweise des Sprechers (Proposition (Linguistik)). Indem der Sprecher einen erinnerten Sachverhalt versprachlicht, trifft er auch die Entscheidung, in welchem Ausmaß er gleichzeitig an seinen Gesprächspartner noch weitergehende Informationen (Modalitäten) über seine Vermutungen weitergeben wird, es stellt sich für hin also die Frage nach dem indikativischen oder subjunktivischen Ausdruck des Sachverhalts oder der Handlung.
Das Tempus und auch der Aspekt beziehen sich auf die Handlung selbst. Das Tempus macht die zeitliche Relation des Sprechenden zum versprachlichten Ereignis kenntlich, der Aspekt wiederum beschreibt, auf welche Art und Weise sich die Handlung vollzieht (beginnt die Handlung oder steht sie am Ende, gibt es wiederholende Handlungen usw.).

### Formen: Einfache Zeiten und Modi im Aktiv

#### Erste Konjugation (auf -ar: amarlieben)
Lateinisch: amare, amo, amavi, amatum —.
| Unpersönliche Formen                               | (Mask. Sing., Fem. Sing., Mask. Pl., Fem. Pl.) | (Mask. Sing., Fem. Sing., Mask. Pl., Fem. Pl.) | (Mask. Sing., Fem. Sing., Mask. Pl., Fem. Pl.) | (Mask. Sing., Fem. Sing., Mask. Pl., Fem. Pl.) | (Mask. Sing., Fem. Sing., Mask. Pl., Fem. Pl.) | (Mask. Sing., Fem. Sing., Mask. Pl., Fem. Pl.) |
| -------------------------------------------------- | ---------------------------------------------- | ---------------------------------------------- | ---------------------------------------------- | ---------------------------------------------- | ---------------------------------------------- | ---------------------------------------------- |
| Infinitivo                                         | amar                                           | amar                                           | amar                                           | amar                                           | amar                                           | amar                                           |
| Gerundio                                           | amando                                         | amando                                         | amando                                         | amando                                         | amando                                         | amando                                         |
| Participio                                         | amado (amado, amada, amados, amadas)           | amado (amado, amada, amados, amadas)           | amado (amado, amada, amados, amadas)           | amado (amado, amada, amados, amadas)           | amado (amado, amada, amados, amadas)           | amado (amado, amada, amados, amadas)           |
| Indicativo                                         | yo                                             | tú/ vos/ usted                                 | él                                             | nosotros                                       | vosotros/ ustedes                              | ellos                                          |
| Presente                                           | amo                                            | amas/ amás/ ama                                | ama                                            | amamos                                         | amáis/ aman                                    | aman                                           |
| Pretérito imperfecto                               | amaba                                          | amabas/ amaba                                  | amaba                                          | amábamos                                       | amabais/ amaban                                | amaban                                         |
| Pretérito perfecto simple (Pretérito indefinido)   | amé                                            | amaste/ amó                                    | amó                                            | amamos                                         | amasteis/ amaron                               | amaron                                         |
| Futuro simple (Futuro imperfecto)                  | amaré                                          | amarás/ amará                                  | amará                                          | amaremos                                       | amaréis/ amarán                                | amarán                                         |
| Condicional (Condicional simple oder Pospretérito) | yo                                             | tú/ vos/ usted                                 | él                                             | nosotros                                       | vosotros/ ustedes                              | ellos                                          |
|                                                    | amaría                                         | amarías/ amaría                                | amaría                                         | amaríamos                                      | amaríais/amarían                               | amarían                                        |
| Subjuntivo                                         | yo                                             | tú/ vos/ usted                                 | él                                             | nosotros                                       | vosotros/ ustedes                              | ellos                                          |
| Presente                                           | ame                                            | ames/ ame                                      | ame                                            | amemos                                         | améis/ amen                                    | amen                                           |
| Pretérito imperfecto 1                             | amara                                          | amaras/ amara                                  | amara                                          | amáramos                                       | amarais/ amaran                                | amaran                                         |
| Pretérito imperfecto 2                             | amase                                          | amases/ amase                                  | amase                                          | amásemos                                       | amaseis/ amasen                                | amasen                                         |
| Futuro simple (Futuro)                             | amare                                          | amares/ amare                                  | amare                                          | amáremos                                       | amareis/ amaren                                | amaren                                         |
| Imperativo                                         |                                                | tú/ vos                                        | usted                                          | nosotros                                       | vosotros                                       | ustedes                                        |
| bejaht                                             |                                                | ama/ amá                                       | ame                                            | amemos                                         | amad                                           | amen                                           |
| verneint                                           |                                                | no ames                                        | no ame                                         | no amemos                                      | no améis                                       | no amen                                        |

#### Zweite Konjugation (auf -er, temerfürchten)
Lateinisch: timere, timeo, timui,—.
| Unpersönliche Formen                             | (Mask. Sing., Fem. Sing., Mask. Pl., Fem. Pl.) | (Mask. Sing., Fem. Sing., Mask. Pl., Fem. Pl.) | (Mask. Sing., Fem. Sing., Mask. Pl., Fem. Pl.) | (Mask. Sing., Fem. Sing., Mask. Pl., Fem. Pl.) | (Mask. Sing., Fem. Sing., Mask. Pl., Fem. Pl.) | (Mask. Sing., Fem. Sing., Mask. Pl., Fem. Pl.) |
| ------------------------------------------------ | ---------------------------------------------- | ---------------------------------------------- | ---------------------------------------------- | ---------------------------------------------- | ---------------------------------------------- | ---------------------------------------------- |
| Infinitivo                                       | temer                                          | temer                                          | temer                                          | temer                                          | temer                                          | temer                                          |
| Gerundio                                         | temiendo                                       | temiendo                                       | temiendo                                       | temiendo                                       | temiendo                                       | temiendo                                       |
| Participio                                       | temido (temido, temida, temidos, temidas)      | temido (temido, temida, temidos, temidas)      | temido (temido, temida, temidos, temidas)      | temido (temido, temida, temidos, temidas)      | temido (temido, temida, temidos, temidas)      | temido (temido, temida, temidos, temidas)      |
| Indicativo                                       | yo                                             | tú/ vos                                        | él                                             | nosotros                                       | vosotros/ ustedes                              | ellos                                          |
| Presente                                         | temo                                           | temes/ temés                                   | teme                                           | tememos                                        | teméis/ temen                                  | temen                                          |
| Pretérito imperfecto                             | temía                                          | temías                                         | temía                                          | temíamos                                       | temíais /temían                                | temían                                         |
| Pretérito perfecto simple (Pretérito indefinido) | temí                                           | temiste                                        | temió                                          | temimos                                        | temisteis/ temieron                            | temieron                                       |
| Futuro                                           | temeré                                         | temerás                                        | temerá                                         | temeremos                                      | temeréis/ temerán                              | temerán                                        |
| Condicional                                      | yo                                             | tú/ vos                                        | él                                             | nosotros                                       | vosotros/ ustedes                              | ellos                                          |
|                                                  | temería                                        | temerías                                       | temería                                        | temeríamos                                     | temeríais/ temerían                            | temerían                                       |
| Subjuntivo                                       | yo                                             | tú/ vos                                        | él                                             | nosotros                                       | vosotros/ ustedes                              | ellos                                          |
| Presente                                         | tema                                           | temas                                          | tema                                           | temamos                                        | temáis/ teman                                  | teman                                          |
| Pretérito imperfecto 1                           | temiera                                        | temieras                                       | temiera                                        | temiéramos                                     | temierais/ temieran                            | temieran                                       |
| Pretérito imperfecto 2                           | temiese                                        | temieses                                       | temiese                                        | temiésemos                                     | temieseis/ temiesen                            | temiesen                                       |
| Futuro                                           | temiere                                        | temieres                                       | temiere                                        | temiéremos                                     | temiereis                                      | temieren                                       |
| Imperativo                                       |                                                | tú/ vos                                        | usted                                          | nosotros                                       | vosotros                                       | ustedes                                        |
| bejaht                                           |                                                | teme/ temé                                     | tema                                           | temamos                                        | temed                                          | teman                                          |
| verneint                                         |                                                | no temas                                       | no tema                                        | no temamos                                     | no temáis                                      | no teman                                       |

#### Dritte Konjugation (auf -ir, partirweggehen)
Von Lateinisch: partire, partio, partivi, partitum — (verteilen, austeilen).
| unpersönliche Formen                             | (Mask. Sing., Fem. Sing., Mask. Pl., Fem. Pl.) | (Mask. Sing., Fem. Sing., Mask. Pl., Fem. Pl.) | (Mask. Sing., Fem. Sing., Mask. Pl., Fem. Pl.) | (Mask. Sing., Fem. Sing., Mask. Pl., Fem. Pl.) | (Mask. Sing., Fem. Sing., Mask. Pl., Fem. Pl.) | (Mask. Sing., Fem. Sing., Mask. Pl., Fem. Pl.) |
| ------------------------------------------------ | ---------------------------------------------- | ---------------------------------------------- | ---------------------------------------------- | ---------------------------------------------- | ---------------------------------------------- | ---------------------------------------------- |
| Infinitivo                                       | partir                                         | partir                                         | partir                                         | partir                                         | partir                                         | partir                                         |
| Gerundio                                         | partiendo                                      | partiendo                                      | partiendo                                      | partiendo                                      | partiendo                                      | partiendo                                      |
| Participio                                       | partido (partido, partida, partidos, partidas) | partido (partido, partida, partidos, partidas) | partido (partido, partida, partidos, partidas) | partido (partido, partida, partidos, partidas) | partido (partido, partida, partidos, partidas) | partido (partido, partida, partidos, partidas) |
| Indicativo                                       | yo                                             | tú/ vos                                        | él                                             | nosotros                                       | vosotros                                       | ellos                                          |
| Presente                                         | parto                                          | partes/ partís                                 | parte                                          | partimos                                       | partís                                         | parten                                         |
| Pretérito imperfecto                             | partía                                         | partías                                        | partía                                         | partíamos                                      | partíais                                       | partían                                        |
| Pretérito perfecto simple (Pretérito indefinido) | partí                                          | partiste                                       | partió                                         | partimos                                       | partisteis                                     | partieron                                      |
| Futuro imperfecto                                | partiré                                        | partirás                                       | partirá                                        | partiremos                                     | partiréis                                      | partirán                                       |
| Condicional                                      | yo                                             | tú/ vos                                        | él                                             | nosotros                                       | vosotros                                       | ellos                                          |
|                                                  | partiría                                       | partirías                                      | partiría                                       | partiríamos                                    | partiríais                                     | partirían                                      |
| Subjuntivo                                       | yo                                             | tú/ vos                                        | él                                             | nosotros                                       | vosotros                                       | ellos                                          |
| Presente                                         | parta                                          | partas                                         | parta                                          | partamos                                       | partáis                                        | partan                                         |
| Pretérito imperfecto 1                           | partiera                                       | partieras                                      | partiera                                       | partiéramos                                    | partierais                                     | partieran                                      |
| Pretérito imperfecto 2                           | partiese                                       | partieses                                      | partiese                                       | partiésemos                                    | partieseis                                     | partiesen                                      |
| Futuro                                           | partiere                                       | partieres                                      | partiere                                       | partiéremos                                    | partiereis                                     | partieren                                      |
| Imperativo                                       |                                                | tú/ vos                                        | usted                                          | nosotros                                       | vosotros                                       | ustedes                                        |
| bejaht                                           |                                                | parte/ partí                                   | parta                                          | partamos                                       | partid                                         | partan                                         |
| verneint                                         |                                                | no partas                                      | no parta                                       | no partamos                                    | no partáis                                     | no partan                                      |

#### ser(sein)
Lateinisch: esse, sum, es, fui, futurus —, und einige Formen von sedere.
| Unpersönliche Formen      |        |                |        |           |                   |         |
| ------------------------- | ------ | -------------- | ------ | --------- | ----------------- | ------- |
| Infinitivo                | ser    | ser            | ser    | ser       | ser               | ser     |
| Gerundio                  | siendo | siendo         | siendo | siendo    | siendo            | siendo  |
| Participio                | sido   | sido           | sido   | sido      | sido              | sido    |
| Indicativo                | yo     | tú/ vos/ usted | él     | nosotros  | vosotros/ ustedes | ellos   |
| Presente                  | soy    | eres/ sos/ es  | es     | somos     | sois/ son         | son     |
| Pretérito imperfecto      | era    | eras/ era      | era    | éramos    | erais/ eran       | eran    |
| Pretérito perfecto simple | fui    | fuiste/ fue    | fue    | fuimos    | fuisteis/ fueron  | fueron  |
| Futuro                    | seré   | serás/ será    | será   | seremos   | seréis/ serán     | serán   |
| Condicional               | yo     | tú/ vos/ usted | él     | nosotros  | vosotros/ ustedes | ellos   |
|                           | sería  | serías/ sería  | sería  | seríamos  | seríais/ serían   | serían  |
| Subjuntivo                | yo     | tú/ vos/ usted | él     | nosotros  | vosotros/ ustedes | ellos   |
| Presente                  | sea    | seas/ sea      | sea    | seamos    | seáis/ sean       | sean    |
| Pretérito imperfecto 1    | fuera  | fueras/ fuera  | fuera  | fuéramos  | fuerais/ fueran   | fueran  |
| Pretérito imperfecto 2    | fuese  | fueses/ fuese  | fuese  | fuésemos  | fueseis/ fuesen   | fuesen  |
| Futuro                    | fuere  | fueres/ fuere  | fuere  | fuéremos  | fuereis           | fueren  |
| Imperativo                |        | tú/ vos        | usted  | nosotros  | vosotros          | ustedes |
| bejaht                    |        | sé             | sea    | seamos    | sed               | sean    |
| verneint                  |        | no seas        | no sea | no seamos | no seáis          | no sean |

#### haber(haben als Hilfsverb)
Lateinisch: habere, habeo, habui, habitum —.
Das Hilfsverb „haber“ ist ein Beispiel für den Prozess der Grammatikalisierung eines Wortes, bei dem die lexikalische Bedeutung einer sprachlichen Einheit zugunsten einer rein grammatischen Funktion verschwindet. Aus dem ursprünglich Lexem (zu lateinisch habēre, haben besitzen, innehaben), also einem Morphem mit lexikalischer Bedeutung, wird ein Grammem, ein Morphem mit grammatischer Bedeutung. Im speziellen Fall ein Flexionshilfsverb.
Hilfsverben, verbos auxiliares, dienen zur Bildung der zusammengesetzten Zeiten, aber auch des Passivs. Man kennt im Spanischen deren drei: haber, ser und estar. Sie zählen zu den Synsemantika also Wörter beziehungsweise Wortarten, die keine lexikalische Bedeutung aufweisen, sondern in einem Satz eine rein grammatische Funktion haben.
| Unpersönliche Formen      | (Mask. Sing., Fem. Sing., Mask. Pl., Fem. Pl.) | (Mask. Sing., Fem. Sing., Mask. Pl., Fem. Pl.) | (Mask. Sing., Fem. Sing., Mask. Pl., Fem. Pl.) | (Mask. Sing., Fem. Sing., Mask. Pl., Fem. Pl.) | (Mask. Sing., Fem. Sing., Mask. Pl., Fem. Pl.) | (Mask. Sing., Fem. Sing., Mask. Pl., Fem. Pl.) |
| ------------------------- | ---------------------------------------------- | ---------------------------------------------- | ---------------------------------------------- | ---------------------------------------------- | ---------------------------------------------- | ---------------------------------------------- |
| Infinitivo                | haber                                          | haber                                          | haber                                          | haber                                          | haber                                          | haber                                          |
| Gerundio                  | habiendo                                       | habiendo                                       | habiendo                                       | habiendo                                       | habiendo                                       | habiendo                                       |
| Participio                | habido (habido, habida, habidos, habidas)      | habido (habido, habida, habidos, habidas)      | habido (habido, habida, habidos, habidas)      | habido (habido, habida, habidos, habidas)      | habido (habido, habida, habidos, habidas)      | habido (habido, habida, habidos, habidas)      |
| Indicativo                | yo                                             | tú/ vos                                        | él                                             | nosotros                                       | vosotros                                       | ellos                                          |
| Presente                  | he                                             | has                                            | ha                                             | hemos                                          | habéis                                         | han                                            |
| Pretérito imperfecto      | había                                          | habías                                         | había                                          | habíamos                                       | habíais                                        | habían                                         |
| Pretérito perfecto simple | hube                                           | hubiste                                        | hubo                                           | hubimos                                        | hubisteis                                      | hubieron                                       |
| Futuro                    | habré                                          | habrás                                         | habrá                                          | habremos                                       | habréis                                        | habrán                                         |
| Condicional               | yo                                             | tú                                             | él                                             | nosotros                                       | vosotros                                       | ellos                                          |
|                           | habría                                         | habrías                                        | habría                                         | habríamos                                      | habríais                                       | habrían                                        |
| Subjuntivo                | yo                                             | tú/ vos                                        | él                                             | nosotros                                       | vosotros                                       | ellos                                          |
| Presente                  | haya                                           | hayas                                          | haya                                           | hayamos                                        | hayáis                                         | hayan                                          |
| Pretérito imperfecto 1    | hubiera                                        | hubieras                                       | hubiera                                        | hubiéramos                                     | hubierais                                      | hubieran                                       |
| Pretérito imperfecto 2    | hubiese                                        | hubieses                                       | hubiese                                        | hubiésemos                                     | hubieseis                                      | hubiesen                                       |
| Futuro                    | hubiere                                        | hubieres                                       | hubiere                                        | hubiéremos                                     | hubiereis                                      | hubieren                                       |
| Imperativo                |                                                | tú/ vos                                        | usted                                          | nosotros                                       | vosotros                                       | ustedes                                        |
| bejaht                    |                                                | he                                             | haya                                           | hayamos                                        | habed                                          | hayan                                          |
| verneint                  |                                                | no hayas                                       | no haya                                        | no hayamos                                     | no hayáis                                      | no hayan                                       |

#### ir(gehen; werden als Hilfsverb)
Ir wird in einer der häufigsten Umschreibungen des Spanischen verwendet: ir + a + Infinitiv (zusammengesetztes Futur) und stammt vom lat. ire, eo, ii (oder ivi), itum ab, hat aber auch einige Formen von vadere und esse übernommen.
| Unpersönliche Formen      |       |           |         |                      |           |          |
| ------------------------- | ----- | --------- | ------- | -------------------- | --------- | -------- |
| Infinitivo                | ir    | ir        | ir      | ir                   | ir        | ir       |
| Gerundio                  | yendo | yendo     | yendo   | yendo                | yendo     | yendo    |
| Participio                | ido   | ido       | ido     | ido                  | ido       | ido      |
| Indicativo                | yo    | tú/ vos   | él      | nosotros             | vosotros  | ellos    |
| Presente                  | voy   | vas       | va      | vamos                | vais      | van      |
| Pretérito imperfecto      | iba   | ibas      | iba     | íbamos               | ibais     | iban     |
| Pretérito perfecto simple | fui   | fuiste    | fue     | fuimos               | fuisteis  | fueron   |
| Futuro                    | iré   | irás      | irá     | iremos               | iréis     | irán     |
| Condicional               | yo    | tú/ vos   | él      | nosotros             | vosotros  | ellos    |
|                           | iría  | irías     | iría    | iríamos              | iríais    | irían    |
| Subjuntivo                | yo    | tú/ vos   | él      | nosotros             | vosotros  | ellos    |
| Presente                  | vaya  | vayas     | vaya    | vayamos              | vayáis    | vayan    |
| Pretérito imperfecto 1    | fuera | fueras    | fuera   | fuéramos             | fuerais   | fueran   |
| Pretérito imperfecto 2    | fuese | fueses    | fuese   | fuésemos             | fueseis   | fuesen   |
| Futuro                    | fuere | fueres    | fuere   | fuéremos             | fuereis   | fueren   |
| Imperativo                |       | tú/ vos   | usted   | nosotros             | vosotros  | ustedes  |
| Bejaht                    |       | ve†/ andá | vaya    | vamos                | id††      | vayan    |
| Verneint                  |       | no vayas  | no vaya | no vamos/ no vayamos | no vayáis | no vayan |

- † Umgangssprachliche und dialektale Form ves.
- †† Die 2. Pers. Pl. von irse ist idos.

#### Diphthongierung

Ein Beispiel für die Konjugation in der spanischen Sprache: „Correr“ (bedeutet „laufen“, regelmäßige e-Konjugation). Die Spalten stehen für die Zeiten: Vergangenheit, Pretérito perfecto de indicativo, Gegenwart, Presente simple de indicativo und Zukunft, Futuro simple de indicativo. Die Zeilen geben Auskunft über Person und Zahl: 1. Person Singular, 2. Singular, 3. Singular, 1. Plural, 2. Person Plural und 3. Person Plural.

Im Presente diphthongiert das -e- bzw. das -o- aus dem Wortstock einiger Verben in allen Singularformen sowie in der 3. Person Plural (also in den Positionen, in denen die Vokale betont sind) zu -ie- bzw. -ue-. – Beispiele:
- comenzar (beginnen): comienzo, comienzas, comienza, comenzamos, comenzáis, comienzan
- dormir (schlafen): duermo, duermes, duerme, dormimos, dormís, duermen

Ähnlich wie dormir wird jugar (spielen) konjugiert, das als einziges Verb in bestimmten Formen ein u in ein ue verwandelt (z. B. juego). Eine ähnliche Gruppenunregelmäßigkeit stellen Verben dar, deren e zum i wird, zum Beispiel pedir (verlangen): pido, pides, pide, pedimos, pedís, piden.

#### Unregelmäßige Verben
Die meisten unregelmäßigen Verben, verbo irregular unterscheiden sich von den regelmäßigen, verbo regular in der 1. Person Singular des Presente sowie in allen Indefinido-, Futuro- (und davon abgeleitet Condicional-) und Presente-de-Subjuntivo-Formen, während es nur zwei (mit ser drei) Verben gibt, die das Imperfecto unregelmäßig bilden.
| Infinitiv | Presente                                            | Imperfecto    | Indefinido                                   | Futuro simple | Pres. de Subjuntivo                       |
| --------- | --------------------------------------------------- | ------------- | -------------------------------------------- | ------------- | ----------------------------------------- |
| andar     | ando, andas,…                                       | regelmäßig    | anduve, -iste, -o, -imos, -isteis, -ieron    | andaré, -ás,… | ande, andes,…                             |
| caer      | caigo, caes, cae, …                                 | regelm.       | caí, caíste, cayó, caímos, caísteis, cayeron | caeré, -ás, … | caiga, -as,…                              |
| decir     | digo, dices, dice, decimos, decís, dicen            | regelm.       | dije, -iste, -o, -imos, -isteis, -eron       | diré, -ás,…   | diga, -as,…                               |
| dar       | doy, das, da, damos, dais, dan                      | regelm.       | di, diste, dio, dimos, disteis, dieron       | daré, -ás,…   | dé, des, dé, demos, deis, den             |
| estar     | estoy, estás, está, estamos, estáis, están          | regelm.       | estuve, -iste,…                              | estaré, -ás,… | esté, estés, esté, estemos, estéis, estén |
| hacer     | hago, haces,…                                       | regelm.       | hice, -iste, hizo, hicimos, -isteis, -ieron  | haré, -ás,…   | haga, -as,…                               |
| poder     | puedo, puedes, puede, podemos, podéis, pueden       | regelm.       | pude, -iste,…                                | podré, -ás,…  | pueda, -as,…                              |
| poner     | pongo, pones, pone,…                                | regelm.       | puse, -iste,…                                | pondré, -ás,… | ponga, -as,…                              |
| querer    | quiero, quieres, quiere, queremos, queréis, quieren | regelm.       | quise, -iste,…                               | querré, -ás,… | quiera, -as,…                             |
| saber     | sé, sabes, sabe,…                                   | regelm.       | supe, -iste,…                                | sabré, -ás,…  | sepa, -as,…                               |
| salir     | salgo, sales, sale,…                                | regelm.       | salí, -iste,…                                | saldré, -ás,… | salga, -as,…                              |
| tener     | tengo, tienes, tiene, tenemos, tenéis, tienen       | regelm.       | tuve, -iste,…,-ieron                         | tendré, -ás,… | tenga, -as…                               |
| traer     | traigo, traes, trae,…                               | regelm.       | traje, -iste, -o, -imos. -isteis, -eron      | traeré, -ás,… | traiga, -as,…                             |
| venir     | vengo, vienes, viene, venimos, venís, vienen        | regelm.       | vine, -iste,…                                | vendré, -ás,… | venga, -as,…                              |
| ver       | veo, ves, ve, vemos, veis, ven                      | veía, veías,… | vi, -iste,…                                  | veré, -ás,…   | vea, veas,…                               |

### Formen: Zusammengesetzte Zeiten und Modi im Aktiv
In jedem Modus gibt es zu jeder einfachen Zeit eine zusammengesetzte Zeit. Sie wird aus der einfachen Zeit des Hilfsverbs haber und dem Partizip Perfekt, Participio de pretérito o pasivo, des konjugierten Verbs gebildet und drückt gegenüber der einfachen Zeit eine Vorzeitigkeit aus.
| Einfache Zeit            | Zusammengesetzte Zeit          | Bildung der zusammengesetzten Zeit              | Beispiel für die einfache Zeit (3.Pers.Sg.) | Beispiel für die zusammengesetzte Zeit (3.Pers.Sg.) |
| ------------------------ | ------------------------------ | ----------------------------------------------- | ------------------------------------------- | --------------------------------------------------- |
| presente                 | perfecto                       | presente von haber + participio                 | habla                                       | ha hablado                                          |
| imperfecto               | pluscuamperfecto               | imperfecto von haber + participio               | hablaba                                     | había hablado                                       |
| indefinido               | pretérito anterior             | indefinido von haber + participio               | habló                                       | hubo hablado                                        |
| futuro simple            | futuro perfecto                | futuro simple von haber + participio            | hablará                                     | habrá hablado                                       |
| condicional simple       | condicional perfecto           | condicional simple von haber + participio       | hablaría                                    | habría hablado                                      |
| presente de subjuntivo   | perfecto de subjuntivo         | presente de subjuntivo von haber + participio   | hable                                       | haya hablado                                        |
| imperfecto de subjuntivo | pluscuamperfecto de subjuntivo | imperfecto de subjuntivo von haber + participio | hablara/hablase                             | hubiera/hubiese hablado                             |

### Passiv
Im Spanischen finden sich wie in der deutschen Sprache auch zwei Passivformen:
Das Vorgangspassiv, pasiva con ser o pasiva de proceso und das Zustandspassiv, pasiva con estar, erstere Form bezeichnet einen Ereignisablauf und letztere ein Ereignisresultat. In beiden Formen kongruiert, und das ist abweichend vom Deutschen, das Partizip, participio pasado in Genus und Numerus mit dem Subjekt. – Beispiele:
```
La ventana fue cerrada.

 
La ventanas están cerradas.
```

## Modalpartikel
Der Terminus „Modalpartikel“, partícula modal wird im Spanischen hinsichtlich der Begrifflichkeit weiter gefasst als im Deutschen. In der spanischen Sprache wird er in einigen Fällen als eine Sammelbezeichnung für nicht flektierbare Wörter benutzt.
Hinzu kommt, dass es im Spanischen nur sehr wenige eigentliche Modalpartikeln gibt. Dieser Mangel an lexikalischen Mitteln bedeutet aber nicht, dass die funktionellen Möglichkeiten zur Abtönung bzw. Abschwächung einer Aussage fehlten. Vielmehr greift man hier etwa auf eine veränderte Wortstellung, den (fakultativen) Einsatz des Subjuntivo im Nebensatz, auf eine veränderte Intonation, die Stellung der Adjektive und Pronomen usw. zurück.
Hieraus können sich aber komplizierte und weitreichende Übersetzungsprobleme zwischen der deutschen und der spanischen Sprache ergeben.
In der deutschen Sprache sind Modalpartikeln enger definiert, sie werden aber, insbesondere im gesprochenen Deutsch, sehr oft verwendet, so beim „Abschwächen“ der Aussage eines Imperativs. Beispielsweise werden die Modalpartikeln doch und mal eingesetzt, um die Aussage Komm her! in Komm doch mal her! umzuwandeln. Insgesamt kommt den Modalpartikeln im Spanischen eine im Vergleich zur deutschen Sprache geringere Bedeutung zu.
Einige spanische Modalpartikeln sind: acaso, claro, entonces, pues, pero, pero si, vaya, ya, como que, por cierto.
Wie im Deutschen auch sind die Modalpartikeln polyfunktional.

### Aktuelle Grammatiken
- Hans-Georg Beckmann: Neue Spanische Grammatik. dnf-Verlag, Göttingen 1994, ISBN 3-9803483-3-4.
- Jacques de Bruyne: Spanische Grammatik. 2. Auflage. Max Niemeyer Verlag, Tübingen 2002, ISBN 3-484-50294-0.
- Nikolaus Schpak-Dolt: Einführung in die Morphologie des Spanischen. (= Romanistische Arbeitshefte. Band 44). Walter de Gruyter, 1999, ISBN 3-11-092206-1.
- Emilio Alarcos Llorach: Gramática de la lengua española. Espasa Calpe, Madrid 1994, ISBN 84-239-7840-0.
- Wolfgang Halm: Moderne spanische Kurzgrammatik. Max Hueber, München 1987, ISBN 3-19-004020-6.
- Theodor Heinermann, Francisca Palau-Ribes Casamitjana: Spanisches Lehrbuch auf wissenschaftlicher Grundlage. 19. Auflage. Max Hueber, München 1952,
- José Vera-Morales: Spanische Grammatik. 5. Auflage. Oldenbourg, München 2008, ISBN 978-3-486-58645-9.
- Claudia Moriena, Karen Genschow: Große Lerngrammatik Spanisch: Regeln, Anwendungsbeispiele, Tests; [Niveau A1 – C1]. Hueber Verlag, München 2010, ISBN 978-3-19-104145-8.
- Esbozo de una nueva gramática de la lengua española, Real Academia Española. Comisión de Gramática. Band 13, Real Academia española, 1973 (Abgekürzt Esbozo, 1973)
- Gramática de la lengua española. Real Academia Española. Espasa-Calpe, Madrid 1931 (abgekürzt Gramática 1931)

### Ältere Grammatiken
- Antonio Careaga: Gramatica elemental teórico práctica de la Lengua Castellana. Imprenta de Aguilar e Hijos, México 1882; Biblioteca Virtual Miguel de Cervantes, Alicante 2010
- José Eusebio Gomez de Mier: Der echte Spanier oder Anweisung zur gründlichen Erlernung der spanischen Sprache, bearbeitet nach der neuesten Aufl. der Grammatik der spanischen Academie von José Eusebio Gomez de Mier (1841). Witt, Hamburg 1841.
- Hipólito San José Giral del Pinor, Raymundo del Pueyo: A new Spanish grammar; or, The elements of the Spanish language. F. Wingrave, London 1814.
- Andrés Bello: Gramática de la lengua castellana destinada al uso de los americanos. Imprenta del Progreso, Santiago de Chile 1847; Edición digital a partir de Obras completas. Tomo Cuarto, 3ªed., Caracas, La Casa de Bello 1995.
- Friedrich Hanssen: Spanische Grammatik auf historischer Grundlage. Max Niemeyer, Halle an Saale 1910.

### Didaktisches, Unterricht
- Olga Balboa: Langenscheidt. Verbtabellen Spanisch. Langenscheidt, Berlin/ München 2013, ISBN 978-3-468-34345-2 (Digitalisat)
- Raúl Ruiz Cecilia, Juan Ramón Guijarro Ojeda: Análisis contrastivo inglés-español: morfología, funcionalidad y semántica del imperfecto y el pretérito para estudiantes de español lengua extranjera. red ELE, Numero 4, mecd.gob.es
- Dee L. Eldredge: Teaching spanish, my way. Xlibris LLC, 2014, ISBN 978-1-4931-2657-6.
- Anette Endruschat: Glossar linguistischer Fachbegriffe. Examensvorbereitung Sprachbeherrschung Spanisch. Universität Regensburg, 28. August 2008, S. 1–15.
- Wolfgang Halm, Carolina Ortiz Blasco: Kontakte spanisch. Ein Grundkurs für Erwachsene. Max Hueber, Ismaning 1997, ISBN 3-19-004060-5.
- Wolfgang Halm, Carolina Ortiz Blasco: Kontakte spanisch. Übungsbuch. Max Hueber, Ismaning 1992, ISBN 3-19-024060-4.
- Wolfgang Halm, Carolina Ortiz Blasco: Kontakte spanisch. Schlüssel. Max Hueber, Ismaning 1992, ISBN 3-19-034060-9.
- Diana Knechtel: Didaktisch-methodischer Umgang mit grammatikalischen Schwierigkeiten im Spanischunterricht. Diplomarbeit. Universität Wien, Wien 2014.
- R. del Río Miguel: Unterrichtsmaterialien Spanisch – Reaktivierung. Unterrichtsmaterialien. Universität Weimar, Wintersemester 2002/2003.
- Jimena Ruiz: Spanische Grammatik für Dummies. Wiley, Weinheim 2015, ISBN 978-3-527-71116-1.
- Donata von Salviati: Didaktische Potenziale von Migrationsliteratur zur Förderung interkultureller Kompetenz im Spanischunterricht. Masterarbeit. Humboldt-Universität Berlin, Berlin 2013.
- Holger Siever, Anne Simone Wehberg: Ausgewählte Tempora und Modi des Spanischen. Ein Arbeitsbuch. Narr Francke Attempto, Tübingen 2016, ISBN 978-3-8233-6984-4.
- Kathrin Sommerfeldt (Hrsg.): Spanisch Methodik. Handbuch für die Sekundarstufe I und II. Cornelsen, Berlin 2012, ISBN 978-3-589-23001-3.
- Don Manuel De Torres, L. Hargous: Dufief’s Nature Displayed in Her Mode of Teaching Language to Man. T & G. Palmer, Philadelphia 1811.
- Karin Weise: Die Darstellung und Vermittlung von präsentischen, präteritalen und futurischen Verbalformen des Portugiesischen, Spanischen, Französischen und Italienischen für deutschsprachige Lernende. Universität Rostock, S. 1–91.

### Sonstiges
- Helmut Berschin, Julio Fernández-Sevilla, Josef Felixberger: Die spanische Sprache. Verbreitung, Geschichte, Struktur. 3. Auflage. Georg Olms, Hildesheim/ Zürich/ New York 2005, ISBN 3-487-12814-4.
- Joachim Born, Robert Folger, Christopher F. Laferl, Bernhard Pöll (Hrsg.): Handbuch Spanisch, Sprache, Literatur, Kultur, Geschichte in Spanien und Hispanoamerika. Für Studium, Lehre, Praxis. Erich Schmidt, Berlin 2013, ISBN 978-3-503-13793-0.
- Juan Moreno Burgos: Estatividad y aspecto gramatical. Dissertation. Universität Regensburg, Regensburg 2013.
- Nelson Cartagena, Hans-Martin Gauger: Vergleichende Grammatik Spanisch-Deutsch. (= Duden Sonderreihe Vergleichende Grammatiken). Bibliographisches Institut, Berlin 1989, ISBN 3-411-01987-5.
- Eugenio Coseriu: Das romanische Verbalsystem. (= Tübinger Beiträge zur Linguistik. Band 66). Gunter Narr, Tübingen 1976, ISBN 3-87808-066-2.
- Ulrich Detges: Historische Formenlehre. Altspanisch für Examenskandidaten. Wintersemester 2005/2006, S. 1–7.
- Elena V. Górbova: Acerca del problema del potencial semántico del progresivo en español. In Language Design: Journal of Theoretical and Experimental Linguistics, 3 (2000): 23-35.
- Klaus Heger: Die Bezeichnung temporal-deiktischer Begriffskategorien im französischen und spanischen Konjugationssystem. Band 104 von Beihefte zur Zeitschrift für romanische Philologie, Walter de Gruyter, Berlin 1963, ISBN 3-11-132800-7.
- Emilio Alarcos Llorach: Estudios de gramática funcional del español. Gredos, Madrid 1980
- Johannes Kabatek: En primer lugar, agradecer – wie sich ’un-grammatische’ Infinitive in die spanische Grammatik schleichen. In: Elisabeth Stark, Roland Schmidt-Riese, Eva Stoll (Hrsg.): Romanische Syntax im Wandel. Gunter Narr Verlag, Tübingen 2007, ISBN 978-3-8233-6368-2, S. 197.
- Maite Maiztegi: El aprendizaje de los verbos de cambio por estudiantes alemanes de ELE. Focalización del problema y sugerencias didácticas. CURSO ACADÉMICO 2008–2009, Universidad Nebrija Madrid
- Michael Metzeltin: Erklärende Grammatik der romanischen Sprachen. (= Praesens Studien Bücher. Band 17). Praesens, Wien 2010, ISBN 978-3-7069-0548-0.
- Reinhard Meyer-Hermann: Spanisch. In: Thorsten Roelcke (Hrsg.): Variationstypologie/ Variation Typology. Ein sprachtypologisches Handbuch der europäischen Sprachen in Geschichte und Gegenwart/ A Typological Handbook of European Languages Past an Present. de Gruyter, Berlin / New York 2003, S. 449–479.
- Bernhard Pöll, Christopher F. Laferl (Hrsg.): Handbuch Spanisch: Sprache, Literatur, Kultur, Geschichte in Spanien und Hispanoamerika; für Studium, Lehre, Praxis. Schmidt, Berlin 2012, ISBN 978-3-503-09875-0, S. 318–324.
- Claus Pusch: Spanische Sprachwissenschaft. Gunter Narr Verlag, Tübingen 2011
- Daniel Reimann: Sprachbeschreibung Spanisch. Universität Duisburg/Essen, Stiftung Mercator, proDaZ, Dezember 2016 uni-due.de
- Elena Santillán: Spanische Morphosyntax. Ein Studienbuch zum Lehren, Lernen un Üben. Narr, Tübingen 2015, ISBN 978-3-8233-6980-6.
- Manuel Nuñez de Taboada: Diccionario de la lengua castellana. A Librería Americana, Paris 1831.